# Technologie sous la dynastie Han

Lampe à huile en bronze doré de la forme d'une servante, datant du, découverte dans la tombe de Dou Wan, femme du prince Han Liu Sheng (d. - 113). Son volet coulissant permet des ajustements dans la direction et la luminosité de la lumière alors qu'elle piège également la fumée dans le corps. Patricia Ebrey de l'université de Washington et l'archéologue Wang Zhongshu jugent donc sa conception comme anti-polluante,.

La période de la dynastie chinoise des Han (206 av. J.-C. - 220 du calendrier grégorien) est une période charnière dans l'histoire prémoderne des sciences et des technologies en Chine, puisqu'elle a été le cadre d'avancées majeures dans ces domaines.
En matière de métallurgie, les innovations de la période de la dynastie Zhou sont améliorées et la période Han connaît l'essor de l'usage de l'acier et du fer forgé grâce à l'usage de l'acier naturel et du puddlage. En parvenant à forer toujours plus profondément dans la terre, les Han ne se contentent pas d'utiliser uniquement des derricks pour remonter de la saumure pour leur production de sel, mais ils élaborent aussi des pipeline en bambou afin d'acheminer du gaz naturel directement vers les fours. Les techniques de fonte sont améliorées grâce à l'invention de soufflets actionnés par des roues à eau. La diffusion d'outils en fer permet ainsi d'accroître la productivité agricole et par extension la croissance démographique. Les systèmes d'irrigation sont améliorés avec l'invention de pompes mécaniques actionnées par des roues à eau ou des animaux, ce qui permet de transporter l'eau vers des terrains plus élevés. Par ailleurs, les roues à eau servent à actionner des martinets pour moudre le grain, mais également pour faire tourner des sphères armillaires représentant la sphère céleste autour de la Terre.
Les inventions Han permettent d'améliorer sensiblement la qualité de vie des Chinois. Auparavant, les écrit étaient conservés sur des rouleaux de bambous, mais l'invention du processus de fabrication du papier permet de créer un nouveau support d'écriture moins onéreux et plus facile à produire. L'invention de la brouette permet de déplacer de lourdes charges. Les jonques maritimes à l'arrière desquelles un gouvernail est monté permettent aux Chinois de s'aventurer au-delà des eaux calmes des lacs et rivières pour explorer la mer. Les Hans inventent aussi à cette époque les cartes graduées et en relief.
En médecine, de nouveaux remèdes à base d'herbes sont élaborés afin de guérir les maladies. La généralisation de la pratique d'exercice physique et des régimes régulés permettent en parallèle de réduire les maladies. Les autorités de la capitale sont prévenues de la direction des séismes grâce à l'invention d'un sismomètre, qui est actionné par un mécanisme à pendule. Pour marquer le passage des saisons et les occasions particulières, les han utilisent deux versions de calendrier lunaires, qui sont établis grâce aux efforts entrepris en astronomie et mathématiques. Les avancées en matière de mathématiques à cette époque incluent la découverte de la racine carrée, de la racine cubique, du théorème de Pythagore, de l'élimination de Gauss-Jordan, de la méthode de Ruffini-Horner, l'amélioration du calcul de pi et les nombres négatifs. Des centaines de nouvelles routes et de nouveaux canaux sont construits pour faciliter le transport, le commerce, la collecte des taxes, la communication et le mouvement des troupes militaires. Les han utilisent également différents types de ponts pour enjamber les voies d'eau ou les précipices, comme les ponts à poutres, les ponts en arc, les ponts de singe et les ponts flottants. Les murs défensifs des villes fortifiés sont fabriqués en briques ou en terre battue et pour certains toujours debout aujourd'hui.

## Perspectives modernes sur la science et les technologies sous les Han

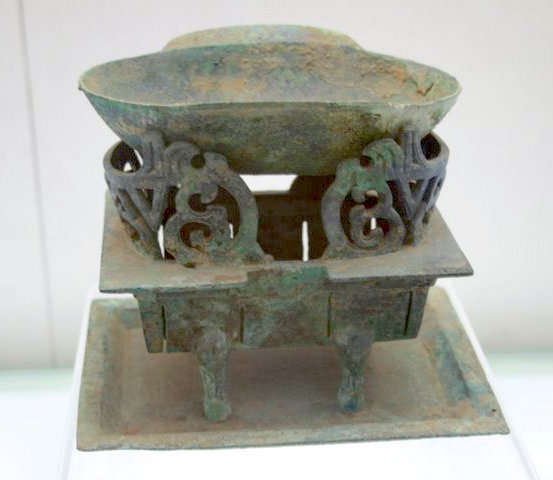
Poêle de chauffage du vin fabriqué en bronze, daté des Han occidentaux.

Jin Guantao, professeur à l'Institut des études chinoises à l'université chinoise de Hong Kong, Fan Hongye, chercheur à l'Académie chinoise des sciences, et Liu Qingfeng, professeur à l'Institut de la culture chinoise de l'université chinoise de Hong Kong, affirment que la fin du règne de la dynastie Han constitue une période unique dans l'histoire de la science et de la technologie prémoderne chinoise. Ils la comparent au rythme incroyable de la croissance scientifique et technologique de la dynastie Song (960-1279). Toutefois, ils soutiennent que sans l'influence des préceptes proto-scientifiques de l'ancienne philosophe du moïsme, la science chinoise ne serait pas parvenue à trouver sa structure définitive.
Joseph Needham (1900-1995), ancien professeur à l'université de Cambridge et auteur de la série d'ouvrages Science and Civilization in China, affirme que « la période Han (en particulier les Han postérieurs) est une des périodes les plus importantes dans l'histoire de la science en Chine. » Il note les avancées faites durant les Han en matière d'astronomie et de calcul des calendriers, le « début d'une botanique et d'une zoologie systématique, » mais également du scepticisme philosophique et des pensées rationalistes concrétisées dans des ouvrages tels que le lunheng du philosophe Wang Chong (27-100 av. J.-C.).

## Imprimerie

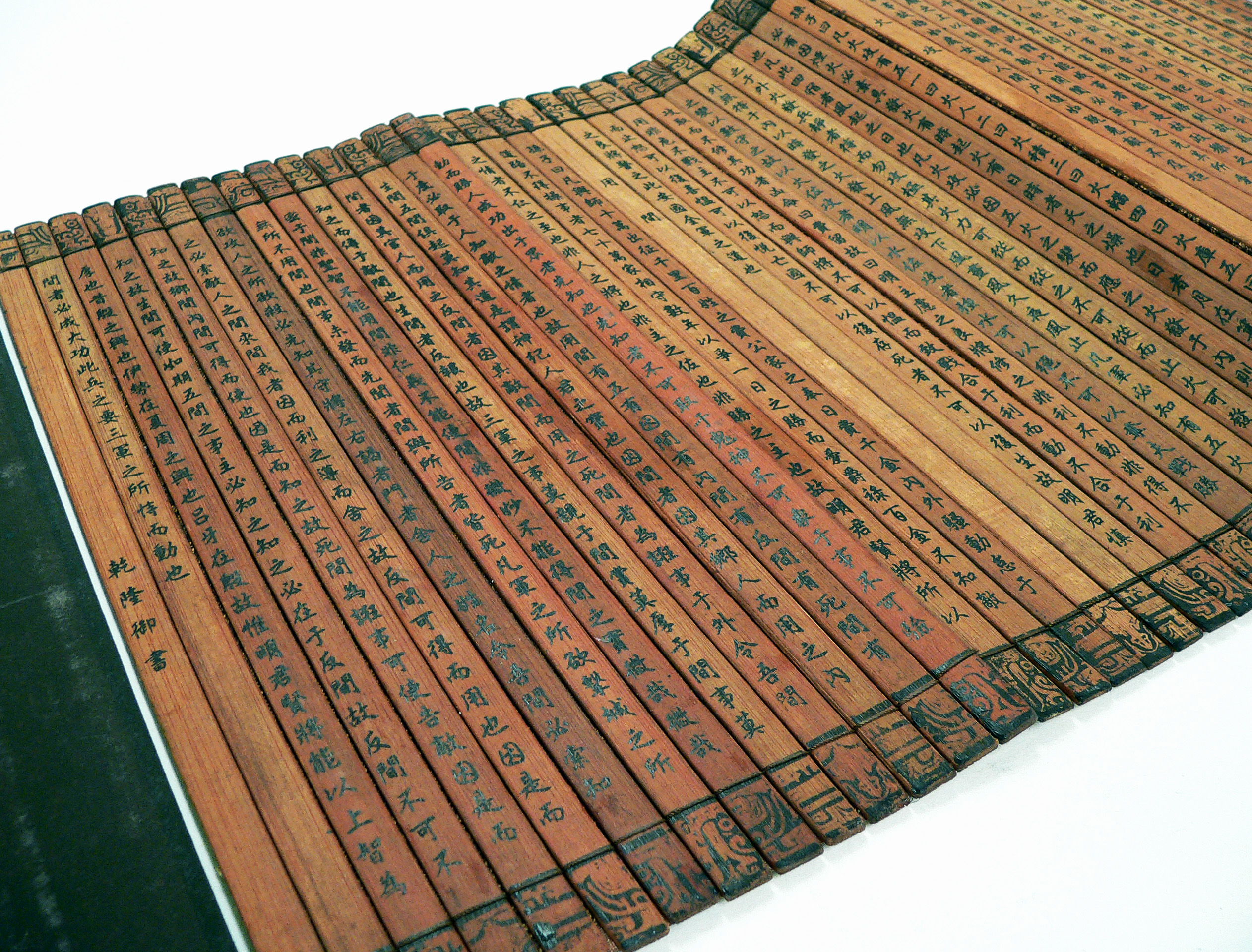
Livre traditionnel en bambou déplié (册) de L'Art de la guerre de Sun Tzu. Copie datant de la dynastie Qing.

Avant la période Han, les fouilles archéologiques permettent de déterminer que le principal véhicule d'écriture sont les carapaces et les os, ainsi que les bronzes. Au début de la période Han, le bambou est principalement utilisé pour conserver les écrits, tout comme les tablettes en argile et les rouleaux de soie. Tous ces supports sont alors sécurisés et fermés par un sceau,,. Sur les lattes de bambous, les sinogrammes sont disposés en colonnes.
Des cartes dessinées à l'encre sur des étoffes en soie sont découvertes dans la tombe de la marquise de Dai, enterrée en 168 av. J.-C. à Mawangdui, dans la province du Hunan. Toutefois, les premières cartes en papier trouvées datent de 179 à 41 av. J.-C. et sont situées à Fangmatan (en) (près de Tianshui, province du Gansu). Il s'agit de plus de la plus ancienne pièce de papier connue à ce jour. Toutefois, le papier en chanvre des Han occidentaux et du début des Han orientaux est de piètre qualité et utilisé principalement comme papier d'emballage. Le processus de fabrication du papier n'est pas formalisé avant que l'eunuque Cai Lun (50-121) de la cour des Han orientaux ne crée un processus en 105 au cours duquel de l'écorce de mûrier, du chanvre, d'anciens linges et des filets de poissons sont bouillis ensemble afin de créer une pulpe qui est pilonnée, lavée à l'eau et ensuite trempée dans un tamis en bois, où elle est ensuite secouée, séchée et façonnée en forme de feuilles,,. La plus ancienne pièce de papier contenant un écrit est trouvée dans les ruines d'un mirador chinois, situé à Tsakhortei, dans la Ligue d'Alxa, en Mongolie-Intérieure. Il date de 110 av. J.-C., le moment auquel les garnisons Han abandonnent les lieux à la suite de l'attaque des nomades Xiongnu. À partir du IIIe siècle, le papier devient le support d'écriture principal en Chine.

## Céramiques
L'industrie céramique de la dynastie Han est détenue par des entreprises privées mais également par des agences du gouvernement local. Les céramiques sont utilisées au quotidien mais également pour la confection de matériaux de construction tels que des tuiles et des briques.
La poterie grise de la dynastie Han doit sa couleur à l'argile qui est utilisée pour la fabriquer. Celle-ci est supérieure en qualité à la poterie grise des précédentes périodes chinoises. Pour cela, les Han utilisent des tourailles, de plus longs tunnels de cuisson et des cheminées améliorées. Les tourailles de la dynastie Han utilisés pour la poterie grise permettent d'atteindre des températures de cuisson proches de 1 000 °C. Toutefois, la poterie fabriquée dans le Sud avec une argile naturellement plus dense demande une cuisson à des températures plus élevées. La poterie glacée des dynasties Shang et Zhou est également cuite à des hautes températures, mais au milieu de la période des han occidentaux, un type de poterie glacée brune est produite à des températures inférieures à 800 °C. Peu de temps après, une poterie glacée verte est mise au point et deviendra très populaire sous les Han orientaux.
Wang Zhongshu affirme que le grès vert-clair connu sous le nom de céladon n'existe qu'à partir de la période des Trois Royaumes (220-265), mais il soutient que les tessons de céramique trouvés sur des sites des Han orientaux dans la province du Zhejiang peuvent être considérés comme du céladon. Toutefois, Richard Dewar affirme pour sa part que le vrai céladon n'a pas été créé en Chine avant la dynastie Song (960-1279), lorsque les tourailles chinoises ont été capables d'atteindre la température minimale de cuisson de 1 260 °C, avec une préférence pour les températures situées entre 1 285 et 1 305 °C.

## Métallurgie

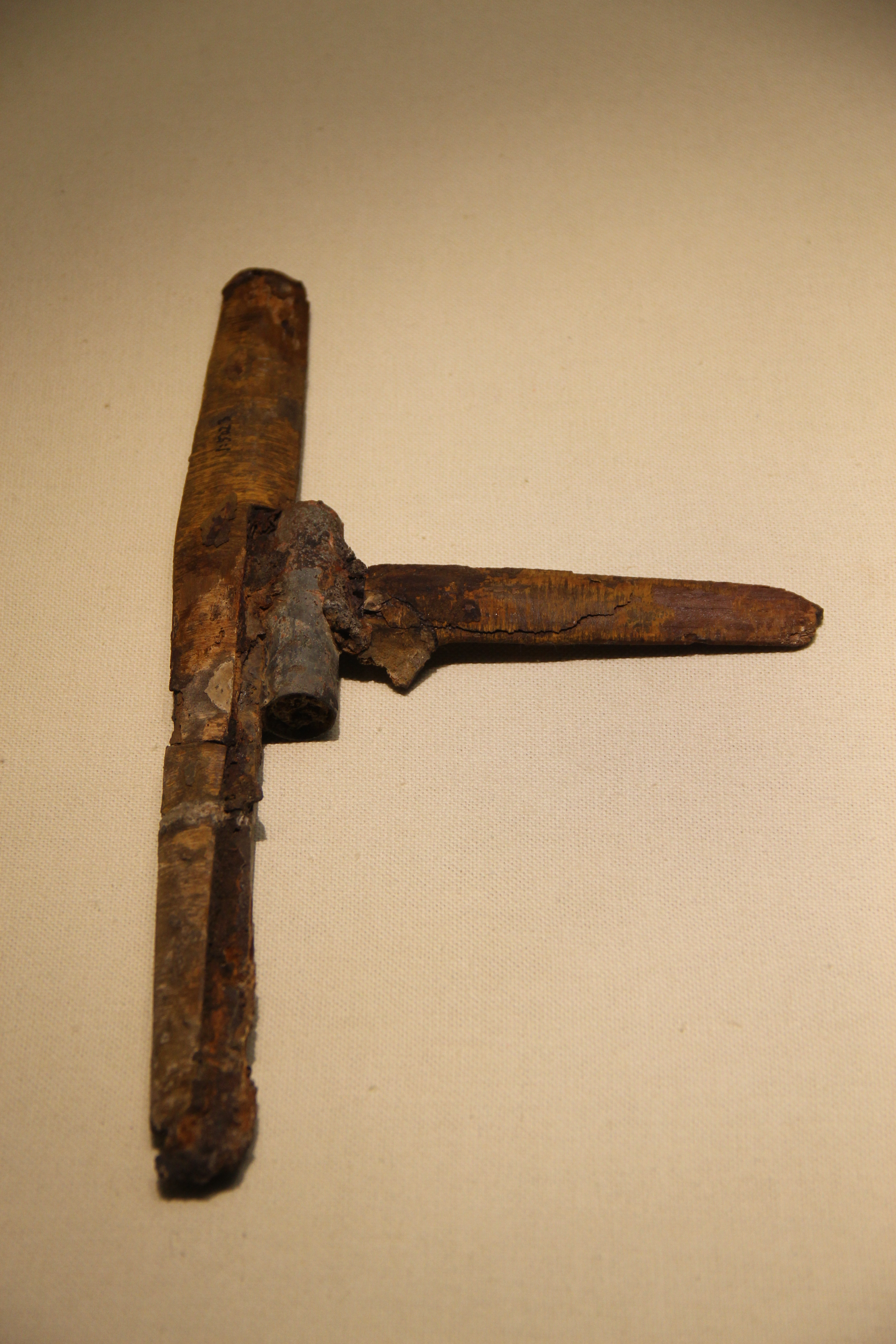
Lame de Ji (une arme d'hast chinoise) en fer datant de la dynastie Han

### Fours et techniques de fusion
Un bas fourneau permet de convertir le minerai de fer en une loupe de fer, qui une fois fondue dans un four (comme un cubilot) devient une fonte. Les premières traces de fonte découvertes en Chine remontent au Ve siècle av. J.-C., à la Période des Printemps et Automnes, alors que les fours les plus anciens qui ont été trouvés datent du IIIe siècle av. J.-C. La grande majorité des fours ainsi découverts sont postérieurs au règne de l'empereur Han Wudi, ce dernier ayant établi le monopole de l'État sur l'industrie métallurgique en -117,.
À cette époque, le minerai de fer est transformé directement en fonte brute dans des hauts fourneaux, mais le métal est rarement coulé directement dans des moules. La fonte brute est généralement refondue dans un cubilot afin d'obtenir de la fonte. Ces cubilots sont soufflés par un vent froid qui est amené aux tuyères par des conduites passant au-dessus du gueulard. L'air récupère ainsi une partie de la chaleur perdue au sommet du haut fourneau : ce vent chaud améliore le rendement de l'installation.

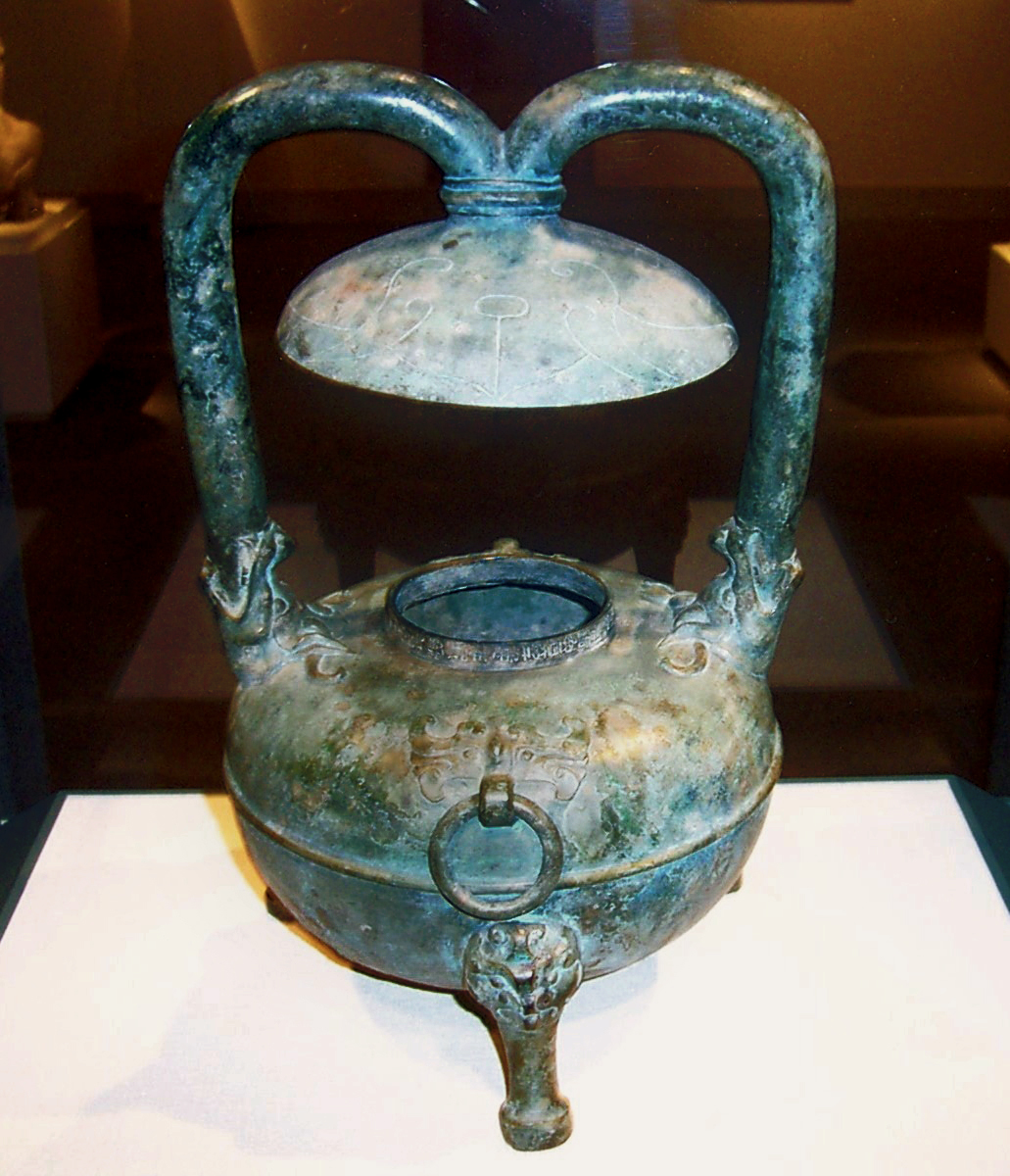
Lampe à huile en forme de tripode en bronze datant des Han occidentaux,

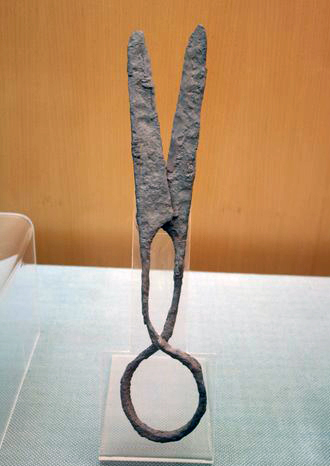
Paire de ciseaux en fer des Han orientaux.

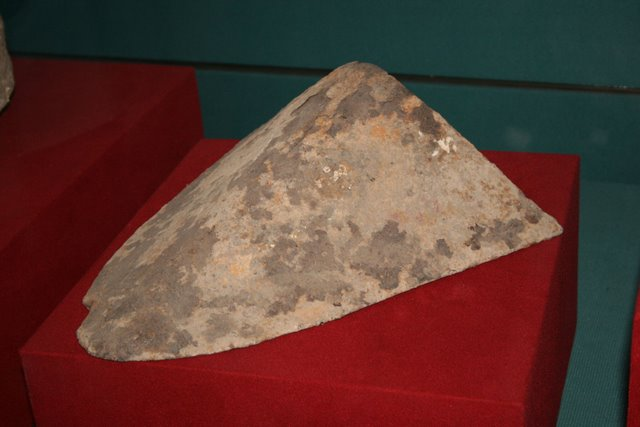
Soc en fer de la dynastie Han.

Plutôt que de produire du fer forgé à partir de la loupe issue d'un bas fourneau, les Han sont capables de le fabriquer à partir de la fonte issue du haut fourneau, et développent les méthodes d'affinage des métaux. La plus ancienne preuve d'utilisation de ces pratiques remonte au IIe siècle av. J.-C. à Tieshengguo, près du Mont Song, dans la province du Henan,. Ces fours sont constitués en bas par des murs semi-enterrés de briques en matériau réfractaire et en partie supérieure d'argile réfractaire. En dehors de charbon de bois, Wang Zhongshu affirme qu'un autre combustible est utilisé dans les fours : les « gâteaux de charbon. » Il s'agit d'un mélange de poudre de charbon, d'argile et de quartz.

### Utilisation de l'acier, du fer et du bronze
Donald B. Wagner écrit que les outils et instruments domestiques en fer sous la dynastie Han sont fabriqués à partir de fonte bon marché et plus fragile. Au contraire, le fer de meilleure qualité ainsi que l'acier sont principalement réservés aux usages militaires, en raison de leur plus grande durée de vie. Sous la dynastie Han, l'épée en bronze de 0,5 m utilisée durant la Période des Royaumes combattants est progressivement remplacée par une épée en fer mesurant 1 m de long. L'ancienne dague-hache (ge) en bronze est toujours utilisée par les soldats Han. Mais elle est petit à petit remplacée par des piques et des hallebardes en fer. Même les pointes de flèches en bronze sont délaissées au profit de flèches dont le corps est en fer et la pointe en bronze. À la fin de la période Han, la totalité des pointes de flèches sont en fer. Les fermiers, les charpentiers, les artisans de bambous, les tailleurs de pierre et les fabricants de terre battue ont leurs propres outils en fer comme des socs, pioches, bêches pelles, houes, faucilles, haches, herminettes, marteaux, ciseaux, couteaux, scies et clous. Les produits communs en fer de la dynastie Han sont des tripodes, poêles, cocottes, plaque-boucles, brucelles, paires de ciseaux, couteaux de cuisine, hameçons et aiguilles. Les miroirs et lampes à huile sont souvent fabriqués soit en bronze, soit en fer. Les pièces de monnaie frappées à cette époque sont soit en bronze, soit en alliage bronze-étain,.

## Agriculture

### Outils et méthodes
Les archéologues modernes ont découvert des outils agricoles en fer à travers toute la Chine, de la Mongolie-Intérieure au Nord au Yunnan au Sud. La bêche, la pelle, la pioche et la charrue sont utilisées pour le labour, la houe pour le désherbage, le râteau pour dé-serrer la terre et la faucille pour la récolte. Selon leur taille, les charrues des Han sont tirées par un ou deux bœufs. Ces animaux sont également utilisés pour tirer les semoirs en fer (inventés au IIe siècle av. J.-C. dans la Chine Han), qui permettent aux fermiers de planter des graines en suivant des lignes précises plutôt que de les épandre à la main,,. Alors que les œuvres d'art postérieures aux Han montrent l'utilisation de herses pour casser les gros morceaux de terre après le labour, il est probable que leur apparition remonte à l'époque des Han orientaux. Les travaux d'irrigation pour l'agriculture sont constitués de roues à eau, d'étangs et remblais artificiels, de barrages, de canaux et de sluices,.

### Système des champs alternés
Durant le règne de l'empereur Han Wudi (141-87 av. J.-C.), le Grand Intendant Zhao Guo (趙過) invente le système de mise en jachère des champs (daitianfa 代田法). Pour chaque mou de terre - c'est-à-dire une longue mais étroite parcelle de terre de 1,38 m par 331 m, soit une superficie de 4,57 ares - trois sillons (quan 甽) sont creusés en ligne droite dans lesquels sont placés les graines. Lors du désherbage d'été, la terre perdue par les crêtes (long 壟) est petit à petit utilisée pour remplir les sillons, recouvrant les jeunes pousses et les protégeant ainsi des vents et de la sécheresse. L'année suivante, la position des sillons et des crêtes sont alternées, ce qui donne au processus le nom de champs alternés.

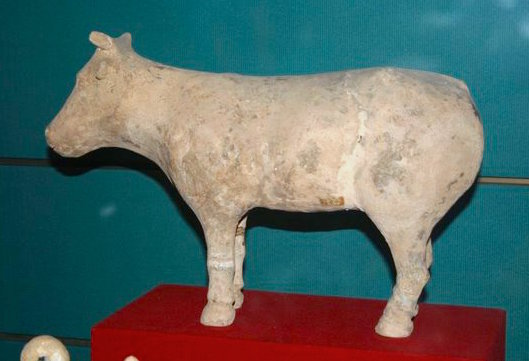
Poterie de la dynastie Han représentant une vache.

Ce système permet aux cultures de grandir en lignes des semailles à la récolte, conserve l'humidité des sols et produit un volume annuel stable de récoltes. Zhao Guo expérimente lui-même ce système pour la première fois près de la capitale, Chang'an. Une fois la preuve apportée de ses bénéfices, il envoie des instructions à chacun des administrateurs des commanderies, qui sont responsables de diffuser les informations dans chaque comté, district et hameau de leur territoire. Sadao Nishijima prétend que le Conseiller impérial Sang Hongyang a certainement joué un rôle dans la promotion de cette méthode.
Les familles aisées qui possèdent des bœufs et de nombreuses charrues à soc en fer tirent d'importants bénéfices de ce nouveau système. toutefois, les fermiers les plus modestes qui ne possèdent pas d'animaux de trait sont contraints d'employer de nombreuses personnes pour creuser un simple sillon, un travail qui s'avère difficile. L'auteur Cui Shi (催寔) écrit dans son Simin yueling (四民月令) qu'au cours des Han orientaux une charrue améliorée a été inventée, qui ne nécessite qu'un seul homme pour la diriger et deux bœufs pour la tirer. Elle embarque trois socs, une trémie pour le forage et un outil pour retourner la terre. Elle permet ainsi de semer près de 45 730 m2 de terres en une seule journée,.

### Champs à trous

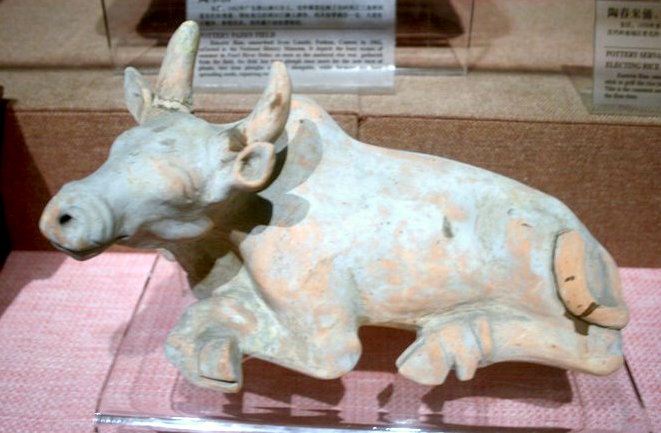
Poterie datant des han occidentaux et représentant un bœuf allongé.

Durant le règne de l'empereur Han Chengdi (33-7 av. J.-C.), Fan Shengzhi écrit un manuel, le Fan Shengzhi shu 氾勝之書, qui décrit le système de champ à trous (aotian 凹田),. Dans celui-ci, chaque mou de terre agricole est divisé en une grille de 3 840 subdivisions dans lesquelles un petit trou est creusé, d'une profondeur de 14 cm et d'une largeur de 14 cm. Le fond du trou est recouvert de fumier de bonne qualité. Vingt graines sont alors semées dans chaque trou. Ce système ne requiert ni charrue à bœufs, ni terres particulièrement fertiles. Il peut être appliqué sur un terrain en pente où l'acheminement en eau des autres types de culture est rendu difficile,. Bien que cette méthode agricole favorise les pauvres, elle nécessite une importante main-d’œuvre pour labourer les terres. Seules les familles les plus nombreuses sont donc capables de l'appliquer,.

### Rizières

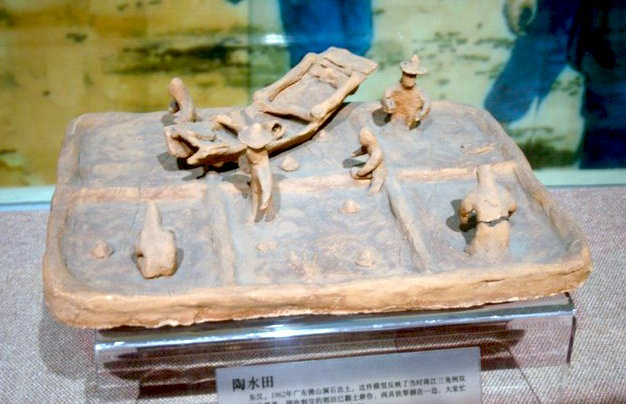
Poterie des Han orientaux représentant une rizière avec des fermiers.

Les fermiers Han proches du Yangzi Jiang dans le Sud de la Chine cultivent souvent des rizières. Chaque année, ils brûlent les herbes de la rizière, l'inondent, sèment le riz à la main et à l'approche de la récolte, les herbes survivantes sont coupées et noyées une seconde fois. Avec ce système, le champ est très peu mis en jachère au cours de l'année et ne redevient pas fertile. Toutefois, les producteurs de riz Han près de la rivière Huai, au Nord, ont recours au système plus évolué du greffage. Avec ce système, chaque plante est l'objet de soins intensifs. Leurs ramifications sont séparées afin d'économiser de l'eau. Enfin, le terrain redevient facilement fertile car en hiver les cultures sont cultivées dans une pépinière et non pas dans la rizière.

## Ingénierie mécanique et hydraulique

### Sources littéraires et preuves archéologiques

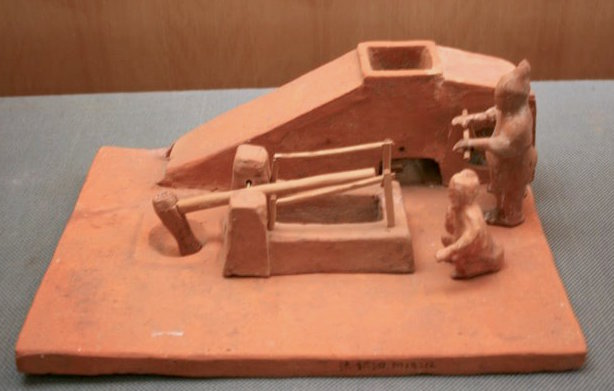
Poterie représentant deux hommes manipulant un tarare avec une manivelle et un marteau incliné servant à pilonner le grain.

Des preuves de génie mécanique à l'époque Han se trouvent essentiellement dans les écrits d'observations de certains érudits confucéens désintéressés. Les artisans-ingénieurs professionnels (jiang 匠) ne conservent pas de traces écrites de leurs travaux,. Les érudits Han, qui ont souvent peu ou pas d'expérience en génie mécanique, ne fournissent que des informations insuffisantes sur les différentes technologies qu'ils décrivent.
Pourtant, certaines sources littéraires Han fournissent des informations cruciales. Comme écrit par Yang Xiong en - 15, la courroie est pour la première fois utilisée dans un mécanisme qui permet d'enrouler les fibres de soie autour d'une bobine. L'invention de la courroie est la première étape indispensable au développement des technologies sous la dynastie Song.
Les inventions de l'ingénieur Ding Huan (丁緩) sont mentionnées dans les Diverses notes sur la capitale occidentale. Le fonctionnaire et poète Sima Xiangru (179–117 av. J.-C.) fait allusion pour la première fois dans ses écrits de l'utilisation par les Chinois d'un encensoir de la forme d'un cardan permettant aux anneaux concentriques de tourner tout en gardant l'ensemble vertical. Toutefois, la première mention explicite d'usage de cardan remonte à l'an 180, lorsque Ding Huan crée un encensoir dont le cardan central permet à l'encens de rester stable même lorsqu'il est déplacé, Ding a d'autres trouvailles à son actif. Pour créer de l'air conditionné dans les bâtiments, il met en place un grand ventilateur actionné manuellement, d'une circonférence de 3 m. Il invente également le zootrope. Lorsque la lampe cylindrique est allumée, la convection de l'air chaud vers le haut entraîne les pales placées sur le haut et font tourner l'objet,.

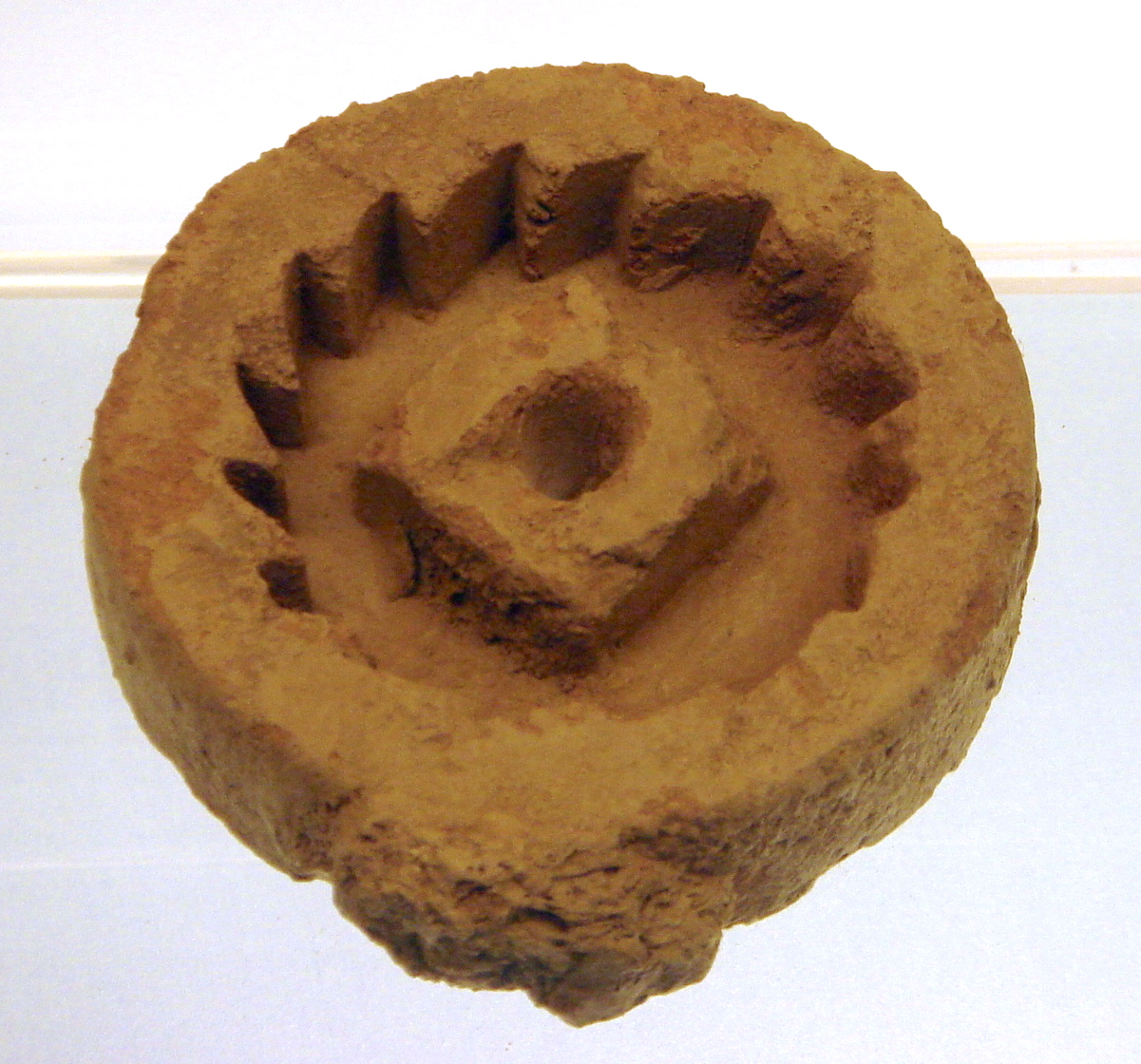
Moule datant de la dynastie Han pour la fabrication de roues d'engrenages en bronze.

Lorsque l'empereur Han Gaozu met la main sur le trésor de Qin Shihuang à Xianyang après la chute de la dynastie Qin, il découvre des marionnettes d'un important orchestre miniature d'un mètre de hauteur qui joue de l'orgue lorsqu'on tire sur les cordes et souffle dans les tubes pour le contrôler. Zhang Heng écrit au IIe siècle av. J.-C. que les gens peuvent se divertir avec des pièces de théâtre mettant en scène des poissons et dragons artificiels. Par la suite, l'inventeur Ma Jun crée un théâtre de marionnettes mécaniques actionnées par la rotation d'une roue à eau cachée.
Selon les sources littéraires, il est connu que le parapluie repliable a été inventé sous le règne de Wang Man, même si le parasol existe déjà auparavant. La nouveauté consiste à l'utilisation de leviers coulissants indépendants et d'articulations flexibles qui pourraient être prolongées et rétractées.
L'archéologie moderne a conduit à la découverte de descriptions d'inventions dans les œuvres d'art, qui sont totalement absentes des sources littéraires. On peut ainsi nommer la manivelle. Les objets trouvés dans les tombeaux en poterie représentant des fermes et des moulins à blé comprennent des manivelles, qui servent à faire tourner les ventilateurs des tarares. La machine est alors utilisée pour séparer la glume du grain, même si les dynasties postérieures utiliseront la manivelle dans la mise en bobine de la soie, le filage du chanvre, le criblage de la farine et pour tirer l'eau d'un puits à l'aide d'un guindeau,,. Pour mesurer la distance parcourue, les Han inventent le chariot odomètre. Il est décrit dans les œuvres d'art du IIe siècle av. J.-C.. Les roues de cet équipement entraînement un ensemble d'engrenages qui font tourner des figurines mécaniques qui frappent un gong et des tambours afin d'alerter le voyageur de la distance parcourue (mesurée en li). À partir des exemples trouvés sur les sites archéologiques, les chercheurs ont découvert que les artisans de la période Han utilisent un pied à coulisse pour faire des mesures rapides. Même si les inscriptions trouvées sur les pieds à coulisse de la période Han contiennent le jour et l'année exacte à laquelle ils ont été fabriqués, il n'en est fait mention nulle part dans les sources littéraires Han,.

### Utilisations de roues à eau et de clepsydres

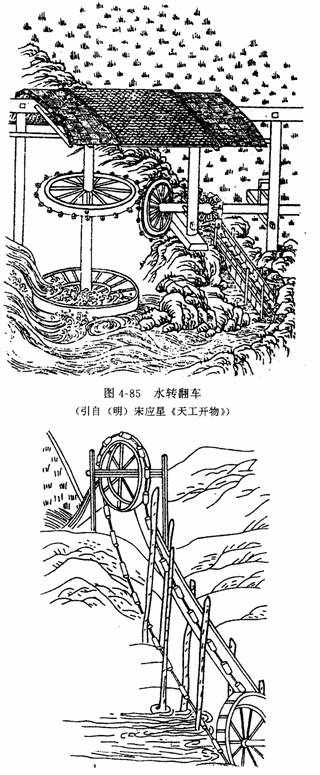
Deux types de pompes hydrauliques illustrées dans une encyclopédie écrite en 1637 par Song Yingxing.

À l'époque de la dynastie Han, les Chinois développent divers usages des roues à aubes. Le premier dictionnaire Han, le ji jiu pian (急就篇) en -40 mentionne l'amélioration du simple système de marteau oscillant avec un mécanisme de levier-pivot et actionné par le pied, ainsi que du martinet à énergie hydraulique servant à broyer, décortiquer et polir les grains. Ces avancées techniques sont également décrites dans le dictionnaire fangyan, écrit par Yang Xiong en -15, dans l'ouvrage philosophique xin lun (新論) de Huan Tan écrit en -20, dans les poèmes de Ma Rong, et enfin dans les écrits de Kong Rong.
Dans Lunheng, le philosophe Wang Chong est le premier auteur en Chine à décrire la pompe à courroie utilisée pour soulever de l'eau (ou tout autre substance). Même si certaines sont actionnées par des pédales, d'autres sont entraînées par une roue à aubes horizontale qui actionne de grands engrenages et un axe central. Leur premier usage est de soulever de l'eau jusqu'à des digues d'irrigation, mais les pompes à courroie sont également utilisées dans les programmes de travaux publics, comme lorsque Zhang Rang en utilise plusieurs pour alimenter des tuyaux qui fournissent la capitale Luoyang et ses palais en eau propre.
En tant qu'administrateur de Nanyang en -31, Du Shi invente un système de mouvement alternatif alimenté par l'eau qui actionne les soufflets des hauts fourneaux et des cubilots. Avant cela, l'activation des soufflets nécessitait une importante main d’œuvre,.
Même si la sphère armillaire astronomique, qui représente la sphère céleste, existe en Chine depuis le Ier siècle av. J.-C., le mathématicien et astronome de la cour Zhang Heng parvient à l'animer avec la pression constante de l'influx d'une clepsydre,,,,. Zhang Heng est également le premier à résoudre le problème de la baisse de pression de l'influx des clepsydres (qui prennent alors petit à petit du retard) en ajoutant un réservoir additionnel entre le réservoir et le récipient d'afflux,.

### Sismomètre
La cour des Hans est responsable d'efforts importants entrepris dans le secours à la suite des catastrophes naturelles telles que les séismes. Pour mieux se préparer aux calamités, Zhang Heng invente un sismomètre en 132 av. J.-C. qui permet d'alerter instantanément les autorités de la capitale Luoyang qu'un séisme s'est produit dans la direction indiquée par l'appareil,. Alors qu'aucune secousse n'est ressentie dans la capitale lorsque Zhang annonce qu'un tremblement de terre vient d'avoir lieu au Nord-Ouest, un message arrive peu de temps après confirmant l'existence d'un séisme à environ 400 km au Nord-Est de la ville,,,,. Zhang appelle cet appareil « l'instrument à mesurer les vents saisonniers et les mouvements de la Terre » (Houfeng didong yi 候风地动仪), un nom tiré de la croyance selon laquelle les séismes sont probablement causés par d'énormes compressions d'air.

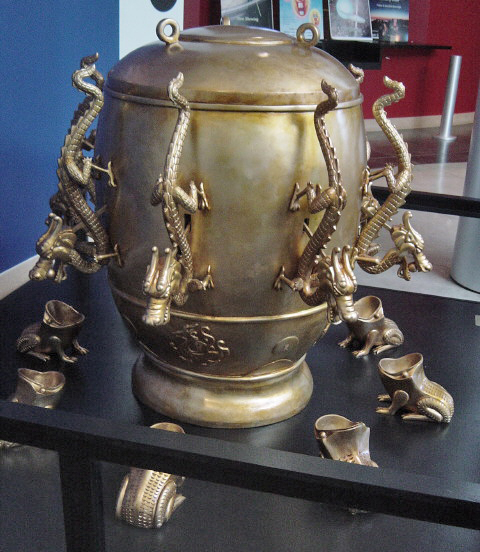
Réplique moderne du sismomètre de Zhang Heng de -132.

Comme décrit dans le Livre des Han postérieurs, l'encadrement du sismomètre est un vase en bronze en forme de jarre à vin. Il mesure 1,8 m de diamètre et est décoré de scènes de montagnes et d'animaux,. Le mécanisme de déclenchement est un pendule inversé, appelé « colonne centrale », qui s'il est dérangé par les vibrations des séismes proches ou éloignés va s'agiter et frapper un des huit bras mobiles, représentant les huit directions, et ainsi activer une manivelle. Celle-ci, couplée à un levier, soulève une des huit têtes de dragon situées à l'extérieur, délogeant une bille en métal de la bouche du dragon pour la laisser tomber dans celle d'un crapaud. Il est ainsi possible de connaître dans quelle direction le séisme a eu lieu. Le Livre des Han postérieurs affirme que lorsque la bille tombe dans un des crapauds, elle produit un bruit qui permet d'attirer l'attention des personnes observant l'appareil. Alors que Wang Zhenduo (王振铎) accepte l'idée que le sismomètre de Zhang possédait des manivelles et des leviers actionnés par le pendule inversé, son contemporain Akitsune Imamura (1870–1948) prétend que le pendule inversé aurait pu avoir une broche à son sommet qui sous l'effet des vibrations serait rentré dans un des huit emplacements et que la bille serait expulsée en poussant un coulisseau. Alors que le Livre des Han postérieurs explique que les sept autres têtes de dragon ne libèreront pas leur bille après que la première a été relâchée, Imamura affirme que la broche du pendule inversé est bloquée dans l'emplacement dans lequel elle est entrée et immobilise de ce fait l'instrument jusqu'à la réinitialisation de celui-ci.

## Mathématiques et astronomie

### Traités mathématiques

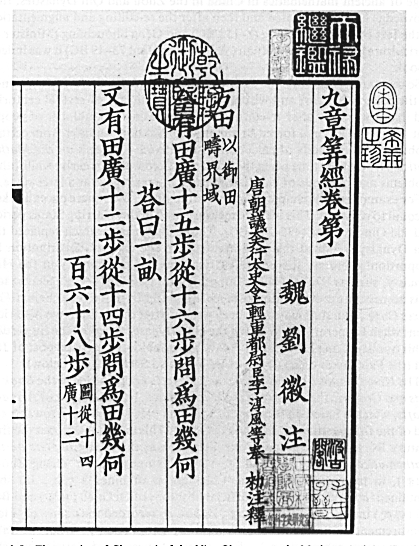
Page de l'ouvrage Les Neuf Chapitres sur l'art mathématique.

L'un des plus anciens traités mathématiques de la Chine ancienne est le Livre sur les nombres et le calcul (Suan shu shu), qui fait partie des textes en bambou Zhanjiashan Han datés entre -202 et -186 et trouvés dans le comté de Jiangling, dans la province du Hubei. Un autre texte mathématique compilé durant les Han est le Zhoubi suanjing, daté du Ier siècle av. J.-C., certainement compilé par plusieurs auteurs, et qui contient un contenu similaire à celui décrit par Yan Xiong en -15, même si l'école de mathématiques zhoubi n'est pas mentionnée explicitement avant un commentaire de Cai Yong (132-192) daté de l'an 180,. Une préface est ajoutée au texte par Zhai Shuang (趙爽) au IIIe siècle. Les Neuf Chapitres sur l'art mathématique (Jiuzhang Suanshu) fait également partie des ouvrages mathématiques majeurs de la dynastie Han. Son titre complet est trouvé sur deux mesureurs standards en bronze datant de 179, même s'il est probable que le contenu du traité ait existé auparavant sous d'autres titres. De nombreux commentaires de Liu Hui lui sont ajoutés en 263.

### Innovations dans les traités
Le Suan shu shu présente des problèmes mathématiques simples ainsi que leurs solutions. Il est la plupart du temps utilisé comme un manuel pour les affaires courantes des commerçants ou de l'administration gouvernementale. Il contient, entre autres, les problèmes et solutions pour la mesure d'aires de champs, pour les taux d'échange proportionnels de la culture du millet et du riz, pour la distribution en proportions et pour la division de la largeur. Certains des problèmes exposés dans cet ouvrage sont de nouveau présents dans le jiuzhang suanshu. Cinq problèmes ont même des énoncés identiques dans les deux traités. Toutefois, contrairement au jiuzhang suanshu, le suan shu shu n'aborde pas de problèmes de résolution des triangles rectangles, des racines carrées, des racines cubiques et méthodes matricielles, ce qui montre les avancées significatives faites dans les mathématiques chinoises entre l'écriture de ces deux textes,.

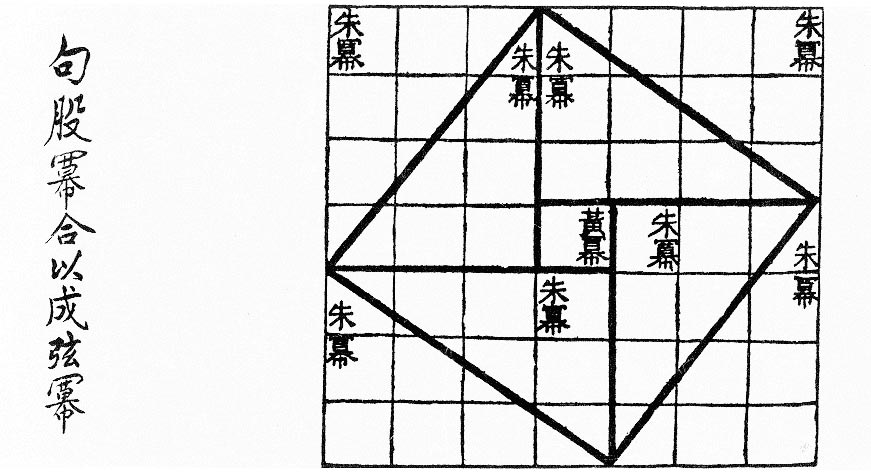
Preuve mathématique du théorème de Pythagore comme indiqué dans le traité Zhoubi Suanjing compilé durant la dynastie Han.

Le Zhoubi suanjing, écrit sous la forme d'un dialogue, concerne l'application des mathématiques pour le domaine de l'astronomie. Un des problèmes consiste à déterminer la hauteur du soleil par rapport à la Terre, ainsi que le diamètre de l'astre. Comme dans le jiuzhang suanshu, le zhoubi suanjing donne également une preuve mathématique du théorème de Gougu (勾股定理), connu en Occident sous le nom de théorème de Pythagore,.
Le Jiuzhang suanshu est peut-être le plus révolutionnaire des trois traités de l'époque Han. Il s'agit du premier livre connu qui mentionne les nombres négatifs, avec le manuscrit de Bakhshali (-200 ou -600) en Inde, ainsi que le livre du mathématicien grec Diophante d'Alexandrie (IIIe siècle av. J.-C.) écrit vers -275,. Les nombres négatifs apparaissent sous la forme de bâtons noirs, alors que les nombres positifs sont sous la forme de bâtons rouges. Alors que le système décimal existe en Chine depuis la dynastie Shang (-1600 à - 1050), la première preuve de fractions décimales est une inscription sur un vase de mesure de volume standard daté de l'an -5 et utilisé par le mathématicien et astronome Liu Xin (en). Alors que le premier livre à mentionner les fractions décimales est le jiuzhang suanshu, qui propose de résoudre des équations et de représenter des mesures. L'élimination de Gauss-Jordan, utilisée pour résoudre des équations linéaires est connue sous la dénomination de Règle de tableau dans le jiuzhang suanshu,,. Alors que l'ouvrage utilise les fractions continues pour trouver les racines des équations, Liu Hui construit sa théorie au IIIe siècle av. J.-C. lorsqu'il augmente les décimales pour trouver la racine cubique de 1 860 867. La même méthode est utilisée dans la méthode de Ruffini-Horner.

### Évaluation de pi

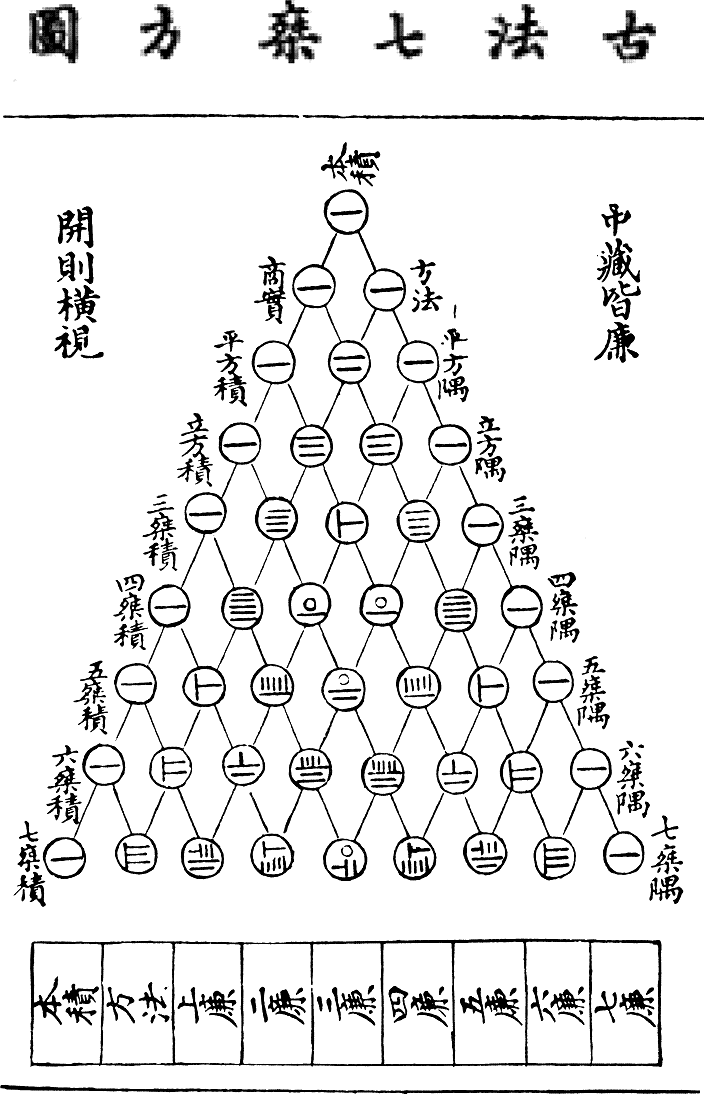
Triangle de Yang Hui (triangle de Pascal), comme décrit par Zhu Shijie en 1303.

Pendant des siècles, les Chinois ont simplifié la valeur approximative de pi à 3, avant que Liu Xin ne définisse sa valeur à 3,154 entre l'an - 5 et l'an - 1, même si la méthode qu'il utilise pour atteindre cette valeur est inconnue des historiens. Les vases de mesure standard datant du règne de Wang Mang montrent également des approximations de pi à 3,1590, 3,1497 et 3,167. Zhang Heng est le mathématicien Han suivant à proposer une approximation de pi. À cette époque, les mathématiciens comprennent que l'aire d'un carré et celle de son cercle inscrit ont un ratio de 4:3. Ils comprennent également que le volume d'un cube et de sa sphère inscrite est de 42:32. Avec D représentant le diamètre et V le volume, il est souvent admis que D3:V = 16:9 ou V=9⁄16D3. Zhang réfute cette formule lorsqu'il réalise que la valeur du diamètre est imprécise, la confusion venant de la valeur du ratio utilisé,. Afin de corriger cela, zhang ajoute 1⁄16D3 à la formule qui devient V = 9⁄16D3 + 1⁄16D3 = 5⁄8D3. Alors qu'il définit le ratio entre le volume du cube et de sa sphère inscrite à 8:5, le ratio de l'aire du carré et de son cercle inscrit est de √8:√5,. Avec cette formule, il est capable d'approcher la valeur de pi de la racine carrée de 10, à savoir 3,162,,. Après la période Han, Liu Hui énonce comme valeur à pi 3,14159, alors que le mathématicien Zu Chongzhi (429–500 CE) définit la valeur à 3,141592 (ou 355⁄113). Il s'agit de la meilleure approximation de pi donnée dans la Chine ancienne,.

### Accordage et théorie musicale
Les mathématiques sont également utilisées dans l'accordage et la théorie musicale. Au IIe siècle av. J.-C., le Huainan Zi, compilé par huit érudits sous la direction du Roi Liu An, esquisse l'usage de douze degrés sur une gamme musicale. Jing Fang (-78 à –37), un théoricien mathématique et musical, étend cet usage pour atteindre 60 tons. En faisant ainsi, il réalise que 53 quintes correspondent à approximativement 31 octaves,. En calculant la différence à 177147⁄176776, Jing obtient la même valeur de Tempérament à 53 intervalles égaux découverte bien plus tard par le mathématicien allemand Nicolaus Mercator (1620–1687) (c'est-à-dire 353/284),. Plus tard, le Prince Zhu Zaiyu (1536–1611) de la dynastie Ming et Simon Stevin (1548–1620) de la région flamande en Europe découvrent simultanément, mais séparément, la formule mathématique de calcul de la gamme tempérée,.

### Observations astronomiques

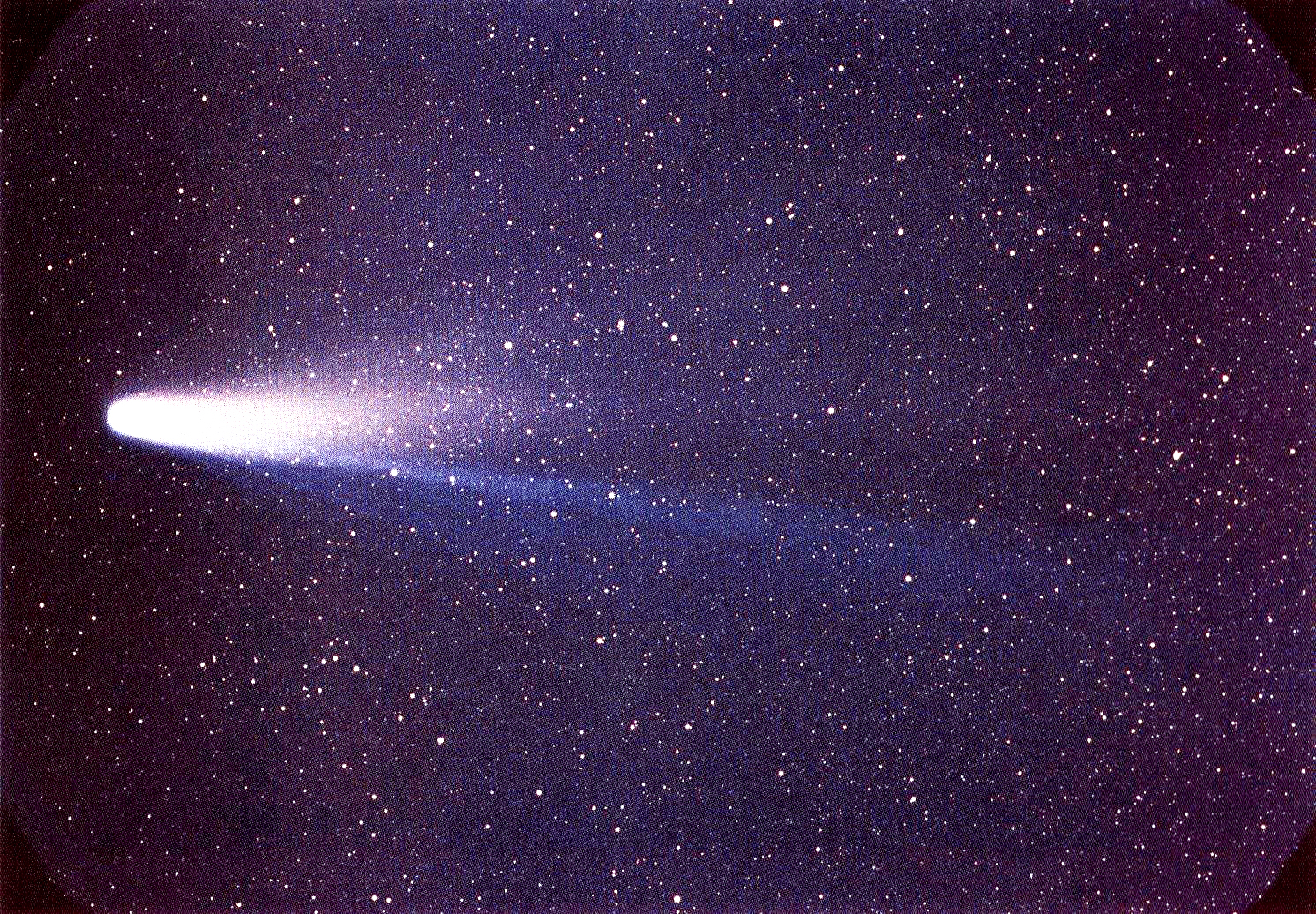
La trajectoire de la comète de Halley a été observée et répertoriée durant la dynastie Han, en -12.

Des observations méticuleuses sont entreprises en Chine ancienne sur les corps et phénomènes célestes puisque le cosmos est utilisé en astrologie et pour les prédictions. L'astronome Gan De (IVe siècle av. J.-C.) de l'État de Qi est le premier à reconnaître les taches solaires comme un véritable phénomène astronomique et non pas la conséquence d'une obstruction de satellites naturels. La première observation précise de tache solaire est datée en Chine le 10 mai -28 durant le règne de l'empereur Han Chengdi. Parmi les textes de soie de Mawangdui datés de vers l'an -168, le manuscrit Tianwen qixiang zazhan (天文氣象雜占) illustre les écrits et dessins à l'encre d'environ trois cents caractéristiques climatiques et astronomiques différentes, y compris les nuages, mirages, arcs-en-ciel, étoiles, constellations et comètes,. Un autre texte trouvé sur le même site rapporte les heures et lieux des levers et des couchers de planètes dans le ciel nocturne entre les années -246 et -177.
Les Chinois Han notent le passage de la même comète que celle observée en Perse à la naissance de Mithridate II de Parthie en -135 et à Rome lors de l'assassinat de Jules César en -44, la comète de Halley en -12. Pour diverses comètes abordées dans les livres d'histoire de l'époque Han Mémoires historiques et Livre des Han, des détails sont donnés sur leur position dans le ciel et la direction vers laquelle elles se déplacent, le laps de temps pendant lequel elles sont visibles, leur couleur et leur taille.
Les Chinois Han établissent également des catalogues d'étoiles, comme celui de l'historien Sima Qian Une Monographie sur les fonctionnaires célestes (Tianguanshu 天官書) et celui de Zhang Heng, qui répertorient environ 2 500 étoiles et 124 constellations,,. Pour recréer une représentation en 3 dimensions de telles observations, l'astronome Geng Shouchang (耿壽昌) équipe sa sphère armillaire avec un anneau équatorial en -52. En 84, l'anneau elliptique est ajouté à la sphère armillaire, alors que le modèle de Zhang Heng y adjoint en 125 un anneau d'horizon céleste et un anneau méridien,.

### Calendriers Han

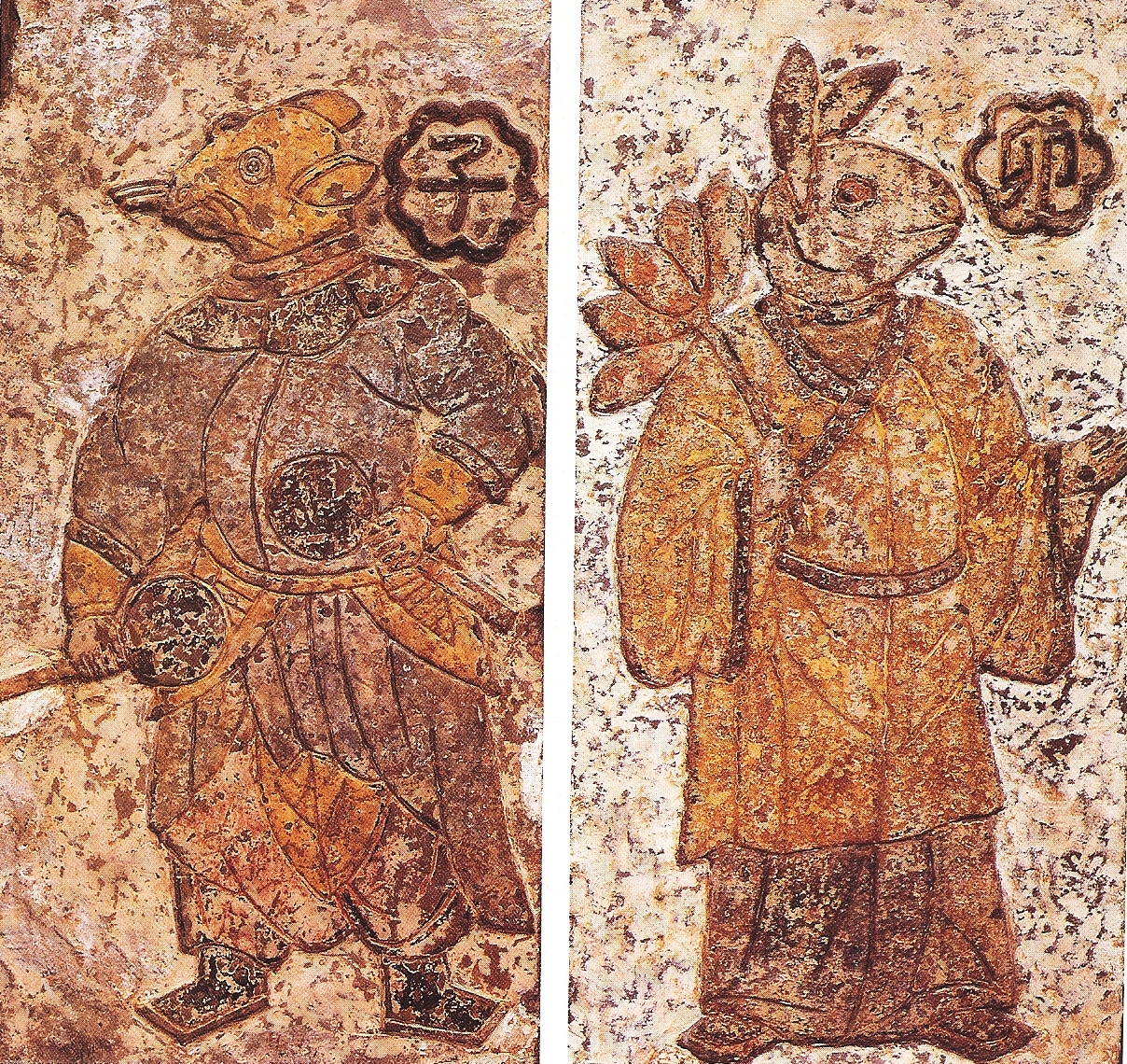
Peintures sur tuile de la dynastie Han, représentant des esprits tutélaires qui divisent les heures de la journée et de la nuit. Le gardien de gauche représente les heures entre 23 et 1h du matin et celui de droite les heures de 5 à 7 heures du matin.

Les Chinois Han utilisent les études astronomiques principalement pour construire et revoir leur calendrier. Contrairement au calendrier julien (-46) et au calendrier grégorien (1582) en Occident, le calendrier chinois est un calendrier lunaire, comme le calendrier grec de la Grèce antique. Cela signifie qu'il utilise les mouvements précis du soleil et de la lune comme marqueurs de temps de l'année,. Au Ve siècle av. J.-C. durant la Période des Printemps et Automnes, les Chinois créent le calendrier Sifen (古四分历), qui mesure l'année tropique à 3651⁄4 jours, comme le calendrier Julien de Rome. L'empereur Wudi le remplace par le nouveau calendrier Taichu (太初历) en - 104 qui mesure l'année tropique à 365385⁄1539 jours et le mois lunaire en 2943⁄81 jours. Alors que le calendrier Taichu devient inexact après deux siècles, l'empereur Han Zhangdi (r. 75-88) arrête son usage et relance le calendrier Sifen. Plus tard, l'astronome Guo Shoujing (1233–1316) définit l'année tropique à 365,2425 jours dans son calendrier Shoushi (授時曆). Cette même valeur est utilisée par le calendrier grégorien. En plus de l'utilisation du calendrier pour la régulation des pratiques agricoles au travers des saisons, il est également utilisé pour marquer les dates importantes du cycle sexagésimal, composé de tiges célestes (gan 干) et de branches terrestres (zhi 支), chacun étant associé à un animal de l'astrologie chinoise.

### Théorie astronomique
Au IIIe siècle, Zhao Shaung décrit dans le Zhoubi suanjing deux théories astronomiques. Dans la première, les cieux forment un dôme hémisphérique au-dessus de la Terre, alors que la seconde compare la Terre à un jaune d'œuf avec les cieux formant une sphère céleste entourant la Terre. Plus tard, Yang Xiong énonce une nouvelle théorie, qui est expliquée par Zhang Heng dans son livre Constitution spirituelle de l'Univers (Lingxian 靈憲) en l'an 120,,,. Les Chinois Han pensent alors en un modèle géocentrique pour représenter le système solaire et un univers plus grand, en opposition à un modèle héliocentrique.

Illustration d'une éclipse lunaire, lorsque la Terre obstrue le chemin de la lumière du soleil vers la lune.

Les Chinois Han discutent également de l'illumination et des formes des astres célestes : sont-ils plats et circulaires ou arrondis et sphériques ? Jing Fang écrit au Ier siècle av. J.-C. que les astronomes Han pensent que le soleil, la lune et les planètes sont sphériques. Il affirme également que la lune et les planètes n'émettent pas de lumière par elles-mêmes et ne sont visibles depuis la Terre que parce qu'elles sont illuminées par le soleil, et que les parties non illuminées par le soleil sont noires de l'autre côté. Pour cela, Jing compare la lune à un miroir reflétant la lumière. Au IIe siècle, Zhang Heng dresse une comparaison similaire à celle de Jing en affirmant que le soleil est comparable au feu, alors que la lune et les planètes le sont à l'eau, puisque le feu produit de la lumière et l'eau la réfléchit. Il reprend également la théorie sur les parties non illuminées par le soleil qui restent dans l'obscurité. Toutefois, Zhang remarque que la lumière solaire n'atteint pas toujours la lune puisque la Terre en obstrue les rayons lors des éclipses lunaires. Il affirme également qu'une éclipse de soleil se produit lorsque la lune et le soleil croisent leur chemin pour bloquer les rayons du soleil.
Dans Lunheng, Wang Chong (27–100) écrit que certains penseurs Han croient que la pluie tombe des cieux, c'est-à-dire d'où sont situées les étoiles. Wang affirme que, bien qu'elle tombe d'en haut, cette théorie est fausse. Il rejoint une autre théorie selon laquelle les nuages sont formés par l'évaporation de l'eau sur terre et que les nuages dispersent la pluie. Dans les faits, il détaille précisément le cycle de l'eau

## Constructions et travaux publics

### Matériaux et construction

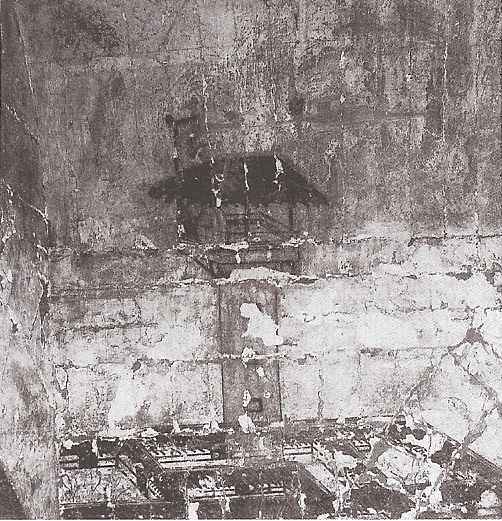
Peinture datant des Han orientaux représentant un mirador avec un tambour, 176, tombe d'Anping, province du Hebei.

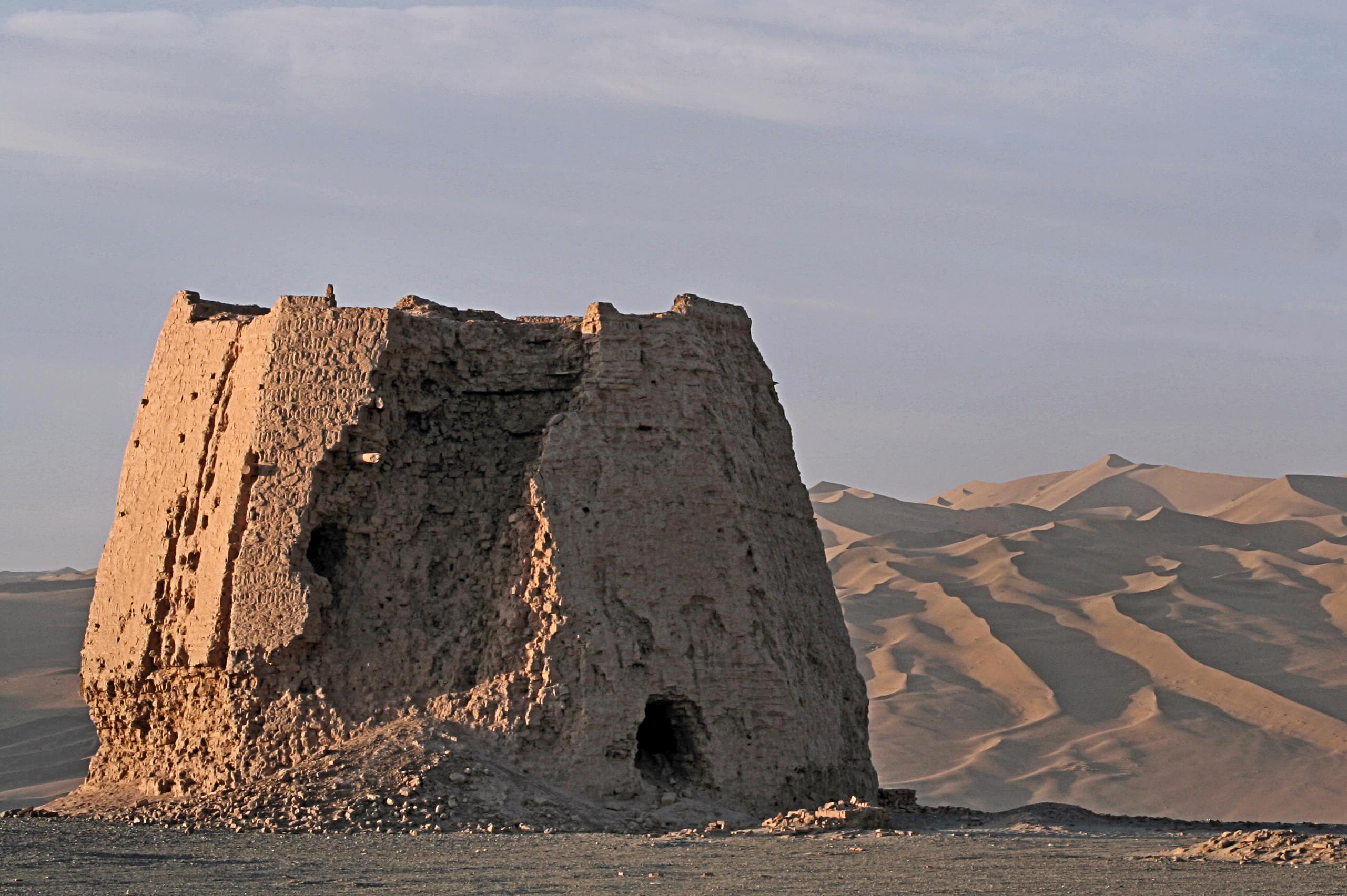
Ruines d'un mirador constitué de terre damée à Dunhuang, province du Gansu, extrémité orientale de la Route de la soie.

Le bois est le principal matériau de construction de l'architecture Han. Il est utilisé pour construire de grands palais, des tours sur plusieurs étages, des constructions résidentielles à étages et des demeures humbles. Toutefois, en raison de la dégradation rapide du bois dans le temps et de sa sensibilité au feu, les plus anciens bâtiments chinois en bois, certains bâtiments du temple du Mont Wutai, datent de la dynastie Tang (618-907). L'historien architectural Robert L. Thorp remarque la rareté des restes archéologiques de la période Han, ainsi que les sources littéraires et artistiques de l'époque Han souvent peu fiables utilisées par les historiens pour trouver des indices sur l'architecture Han inexistante. Ces seuls restes archéologiques de cette époque sont des murs en ruine constitués de briques et de terre damée (dont des murs de cités ou de tombes enterrés), des plates-formes de terre damée utilisées pour le terrassement des autels et salles, des portes funéraires en pierre ou en briques et des tessons de tuiles en céramique qui ornaient les toits des salles en bois,. Des sections en terre damée de la Grande Muraille existent encore aujourd'hui dans la province du Gansu, avec les ruines de frontières hérissées de trente tours d'observation et de deux châteaux forts. Les murs des villes et forts frontaliers des Han en Mongolie-Intérieure sont traditionnellement construits avec des briques en argile au lieu de terre damée.
Les toits en chaume ou en tuiles sont supportés par des piliers en bois, alors que l'ajout de briques, terre damée ou de murs de boue ne supporte dans les faits pas le toit. Des pierres et du plâtre sont également utilisés dans l'architecture domestique. Les avant-toits en saillie vers l'extérieur sont construits pour permettre l'évacuation de l'eau des toits loin des murs. Ils sont soutenus par des supports appelés dougong qui sont parfois richement décorés. Des décors moulés sont généralement ajoutés aux extrémités des tuiles, comme l'attestent les plans des bâtiments et les morceaux de tuiles retrouvés,.

### Maisons sur cour
De précieux indices sur l'architecture Han peuvent être trouvés dans les œuvres d'art de la période Han : céramique, peintures et briques sculptées ou estampées trouvées dans les tombes et autres sites. L'aménagement des tombeaux Han est constitué de maisons enterrées. Les habitations possèdent une cour intérieure (certaines en ont même plusieurs), entourée de salles légèrement surélevées et accessibles par des escaliers. Les bâtiments à étages comprennent les principales maisons de résidence à colonnades construites autour de cour, mais également les miradors. Les salles sont construites avec des traverses se croisant et des chevrons qui sont généralement sculptés avec des décorations. Les escaliers et les murs sont placardés afin d'obtenir une surface lisse, avant d'être peints.

### Chang'an et Luoyang, capitales des Han
Les ruines des murs de protection de la première capitale Chang'an existent toujours aujourd'hui. Ils mesurent 12 m de hauteur avec une base de 12 à 16 m de largeur. Les récentes recherches archéologiques ont prouvé que le mur oriental mesurait 6 000 m de long, le mur méridional 7 600 m, le mur occidental 4 900 m et le mur septentrional 7 200 m. La longueur totale du mur est donc de 25 700 m, formant presque un carré (les murs méridional et septentrional forment parfois des zigzags en raison de contraintes topographiques). La douve de la ville mesure 8 m de large et 3 m de profondeur. Des restes de ponts en bois ont été retrouvés à proximité des douves. Chang'an compte douze corps de garde, trois sur chaque côté de la ville, qui sont disposés dans le prolongement des principales avenues de la ville. Chaque corps de garde possède trois portes d'entrée qui mesurent chacune 6 m de large. Les écrivains Han prétendent que chaque porte peut supporter le trafic de quatre chariots en même temps. Le système d'égouts est constitué de trous de drainage creusés sous ces portes et surmontés d'arches en briques, alors que des tuyaux en céramique acheminent l'eau vers les fossés creusés dans les rues principales. Seules quelques sections de murs et de fondations du luxueux palais impérial de la ville ont perduré. Les fondations en pierres de l'armurerie ont également été découvertes, mais son architecture en bois a totalement disparu.
Certaines parties des ruines des murs de la seconde capitale Han, Luoyang sont encore debout. Les murs mesuraient 10 m de hauteur et 25 m à leur base,. Le mur oriental mesure 3 900 m de long, l'occidental 3 400 m et le septentrional 2 700 m. Le mur méridional a quant à lui totalement disparu à la suite du changement de lit opéré par la rivière Luo il y a plusieurs siècles. En utilisant les extrémités des murs orientaux et occidentaux, les chercheurs estiment qu'il devait mesurer 2 460 m. L'ensemble des murs forme un rectangle, avec parfois certaines courbes en raison de contraintes topographiques. Comme Chang'an, Luoyang possède douze corps de garde, trois sur chaque côté de la ville, avec pour chacun d'eux trois portes d'entrées qui mènent directement aux avenues principales. Les fondations en terre damée des autels et terrasses religieux existent encore en dehors des murs de la ville. Ils servent à la vénération des divinités et aux cérémonies de sacrifices. Ils sont accessibles par de longues rampes et étaient surmontés de bâtiments en bois.

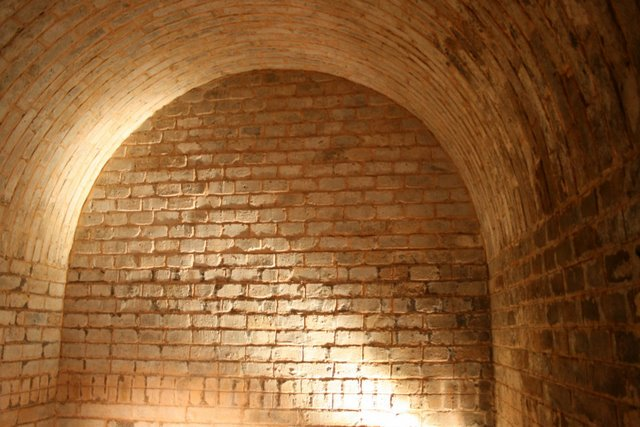
Pièce voutée de petites briques d'une tombe des Han orientaux à Luoyang.

### Tombeaux
Dans les années 1980, plus de dix mille tombes souterraines en briques et en pierres de l'époque Han sont découvertes à travers la Chine. Les plus anciennes tombes chinoises datent de la période des Royaumes combattants et sont généralement des fosses creusées verticalement consolidées de murs en bois. En creusant les tombes, les travailleurs Han creusent tout d'abord un puits vertical avant de creuser sur les côtés, formant des « puits horizontaux ». Cette méthode est également utilisée sur les sites creusés à flanc de montagne. Les murs des tombes des Han occidentaux sont construits avec de grandes briques creuses alors que les plus petites et non creuses sont plutôt utilisées dans les tombes des Han orientaux. Le type de plus petites briques est plus adapté aux arches d'entrées des tombes Han, aux pièces voutées et aux toits dômés,. Les voutes et dômes souterrains ne requièrent pas de support de soutien puisqu'ils sont directement mis en place dans des fosses. Par ailleurs, les constructions Han situées au-dessus de la surface de la terre ne semblent pas avoir utilisé de voutes et de dômes en briques .
La disposition des tombes creusées à flanc de montagnes comprend en général une chambre avant, des chambres latérales et des chambres arrière, afin d'imiter les dispositions des maisons à la surface. La tombe du Roi Liu Sheng dans la province du Hebei ne contient non seulement une pièce avant avec des rideaux aux fenêtres et du mobilier funéraire, mais également des chariots et chevaux dans la pièce latérale du sud et des marchandises stockées dans celle du nord. Elle contient même les restes de vraies maisons en bois avec un toit en tuiles. Des portes entièrement réalisées en pierre sont découvertes dans de nombreuses tombes Han, ainsi que dans les ouvrages funéraires des dynasties postérieures.
Vingt-neuf piliers de portes en pierres sculptées (que) datant de la dynastie Han ont survécu et peuvent être trouvés à la surface des environs des tombes Han,. Ils font souvent parte des murs extérieurs, généralement utilisés au niveau des entrées mais parfois aussi au niveau des coins des murs d'enceinte,.

### Forages et puits de mines
Sur des bas-reliefs sculptés sur des briques dans des tombes Han, il est possible de voir des scènes de forage entrepris pour des projets miniers. Elles montrent des derricks remontant de la saumure grâce à des tuyaux en bambous jusqu'à la surface, où elle est distillée pour produire du sel. Les fours sont alimentés par du gaz naturel amené par des tuyaux en bambous depuis une profondeur de 610 m. ce gaz risquant d'exploser s'il n'est pas correctement mélangé à l'oxygène, les Chinois Han construisent des chambres de carburateur d'où le gaz est ensuite siphonné grâce à des tuyaux d'échappement,. Le foret est actionné par une équipe de personnes qui sautent sur une poutre alors que la rotation du foret est assurée par des animaux, en général des bœufs ou des buffles d'eau. Les forages des Han utilisés pur la saumure peuvent atteindre plusieurs centaines de mètres sous la surface de la terre. L'exploitation minière datant de la dynastie Han atteint des profondeurs de plusieurs centaines de mètres et est composée de pièces souterraines spacieuses soutenues par des ossatures en bois,.

### Maquettes de construction en céramique
Les références littéraires de la période Han mentionnent la présence de grandes tours dans les grandes villes. Elles servent souvent de miradors, observatoires astronomiques et établissements religieux afin d'attirer les faveurs des Immortels. Une anecdote prétend que les eunuques de la cour Zhao Zhong et Zhang Rang parviennent à convaincre l'empereur Han Lingdi de ne pas monter sur le toit de ces tours, prétendant qu'il s'agit d'un acte de mauvais augure. En réalité, ils souhaitent dissimuler les imposantes résidences qu'ils ont fait construire dans la ville. Des maquettes en céramique de tours résidentielles et de miradors sont retrouvées dans certaines tombes Han. Toutefois, il n'est pas possible de déterminer si elles représentent fidèlement des édifices ayant réellement exister, même s'il s'agit de preuves importantes de l'existence d'une architecture en bois à cette époque.
Il existe une poignée de maquettes en céramique de tours à plusieurs étages datant des époques pré-Han et des han occidentaux. La majorité des centaines de telles tours trouvées remontent à la période des Han orientaux. Les maquettes de tours peuvent être cuites en un seul ensemble dans les fours ou assemblées à partir de différentes pièces en céramique. Aucune de ces tours n'est une copie d'une autre, même si elles partagent toutes les mêmes caractéristiques. Elles sont généralement accompagnées d'une cour à leur base, d'un balcon avec des balustrades et des fenêtres à chaque étage, de tuiles pour dissimuler les poutres de toit, de figurines humaines aux fenêtres ou aux balcons, de heurtoirs de portes et d'animaux de compagnie tels que des chiens dans les cours,. Les principales preuves selon lesquelles ces maquettes sont réaliste sont les modèles de tuiles découvertes sur différents sites archéologiques, qui correspondent parfaitement aux tuiles représentées en miniatures.
Voici des exemples de maquettes en céramique de tours découvertes dans des tombes de la période Han :

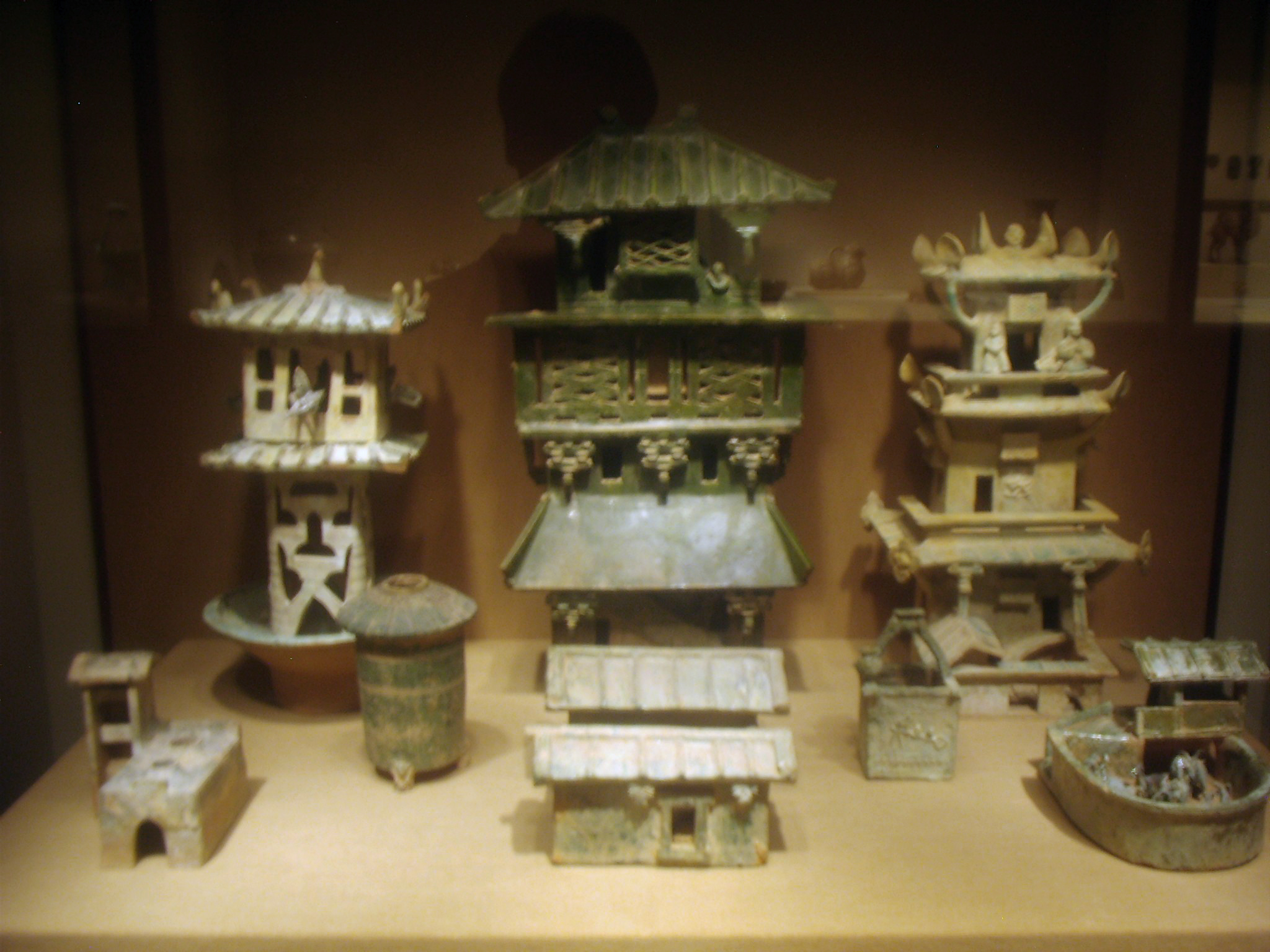
Maquettes représentant un mirador avec des arbalétriers (à gauche), deux tours résidentielles (au centre et à droite). L'une d'elles possède une cour à ses pieds et des figurines humaines sur les balcons
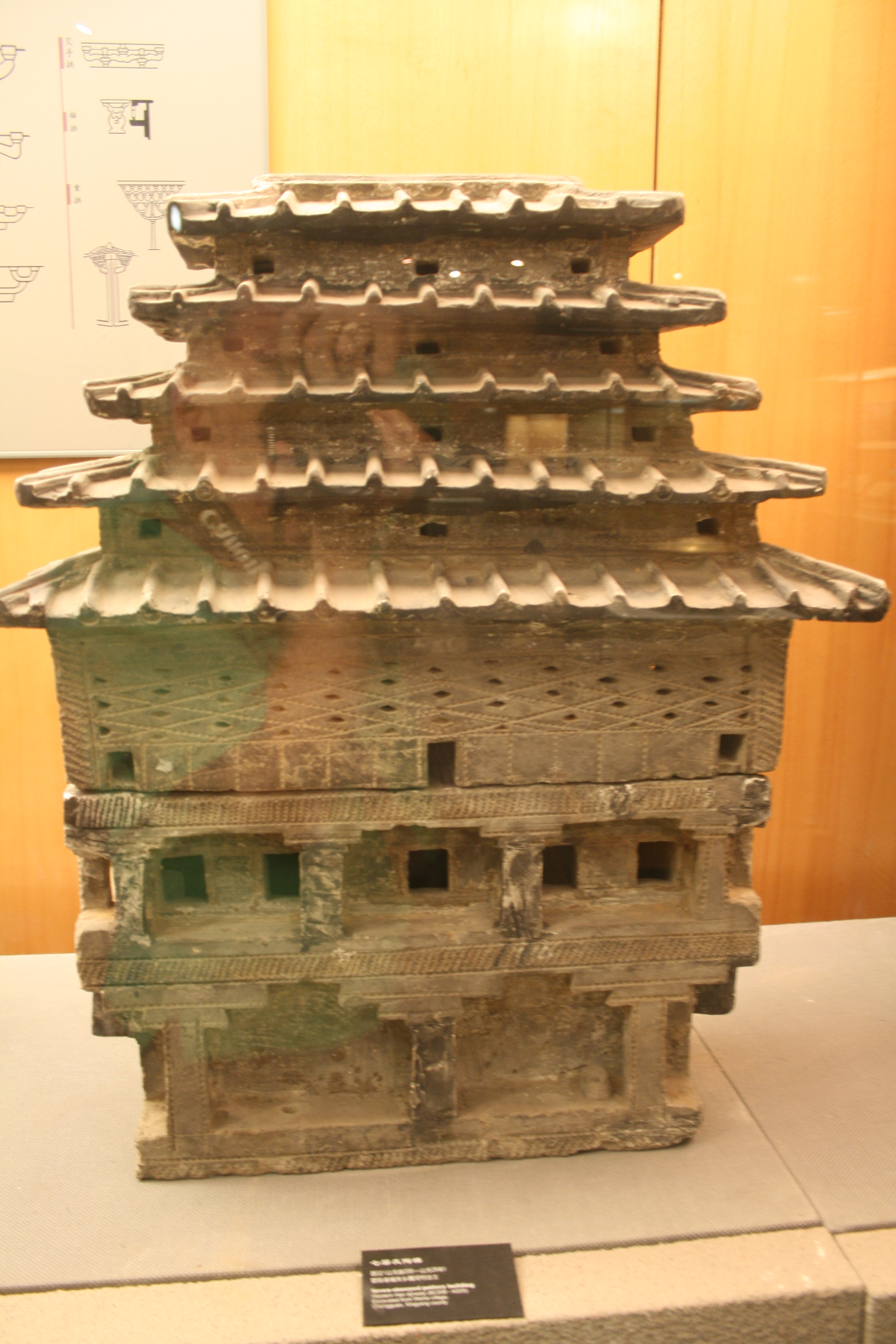
Grenier de stockage de grains datant de la moitié de la période des Han occidentaux ou du début des Han orientaux, avec une passerelle en colonnades au premier étage, des balcons en colonnades et cinq couches de toits en tuiles empilés les uns sur les autres
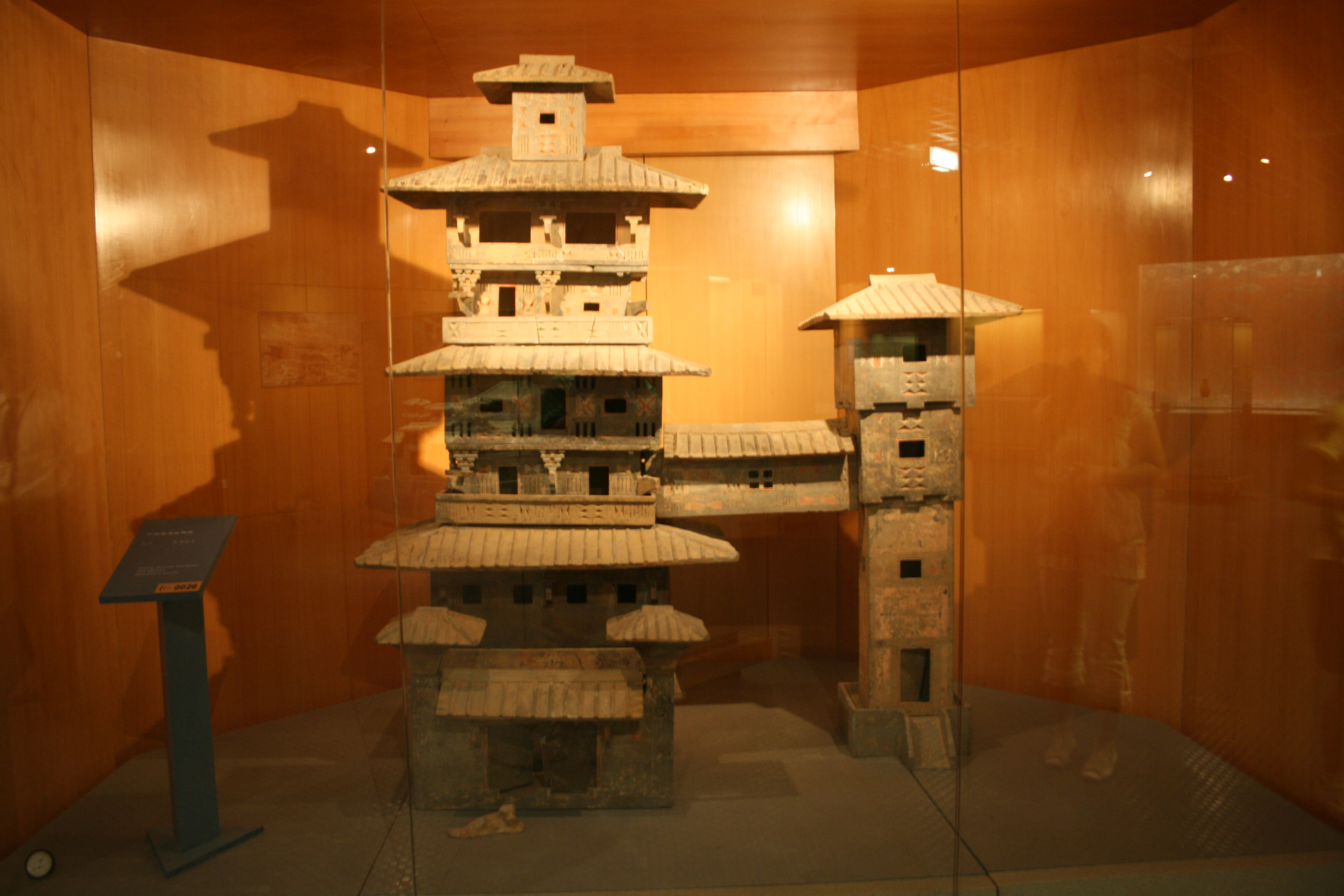
Maquette en céramique peinte de la moitié de la période des han orientaux représentant deux tours résidentielles rejointes par un pont couvert.
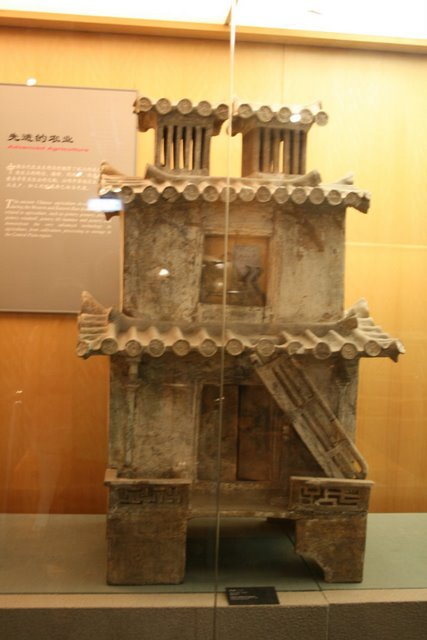
tour en céramique de la période Han orientaux avec de grandes tuiles circulaires et un escalier menant au second étage
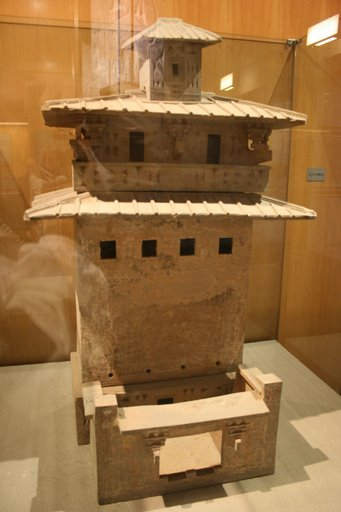
Maquette en céramique d'un entrepôt de stockage de grains avec des fenêtres et un balcon situé plusieurs étages au-dessus de la cour
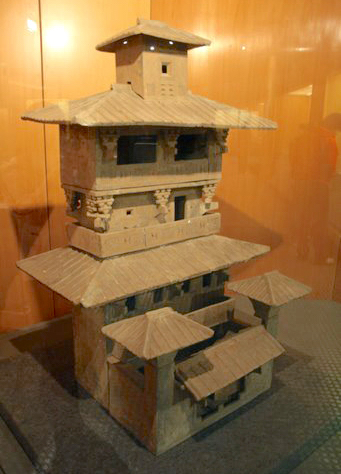
Maquette en céramique d'une tour avec un balcon à mi-hauteur et une cour d'accès flanquée de tours plus petites.
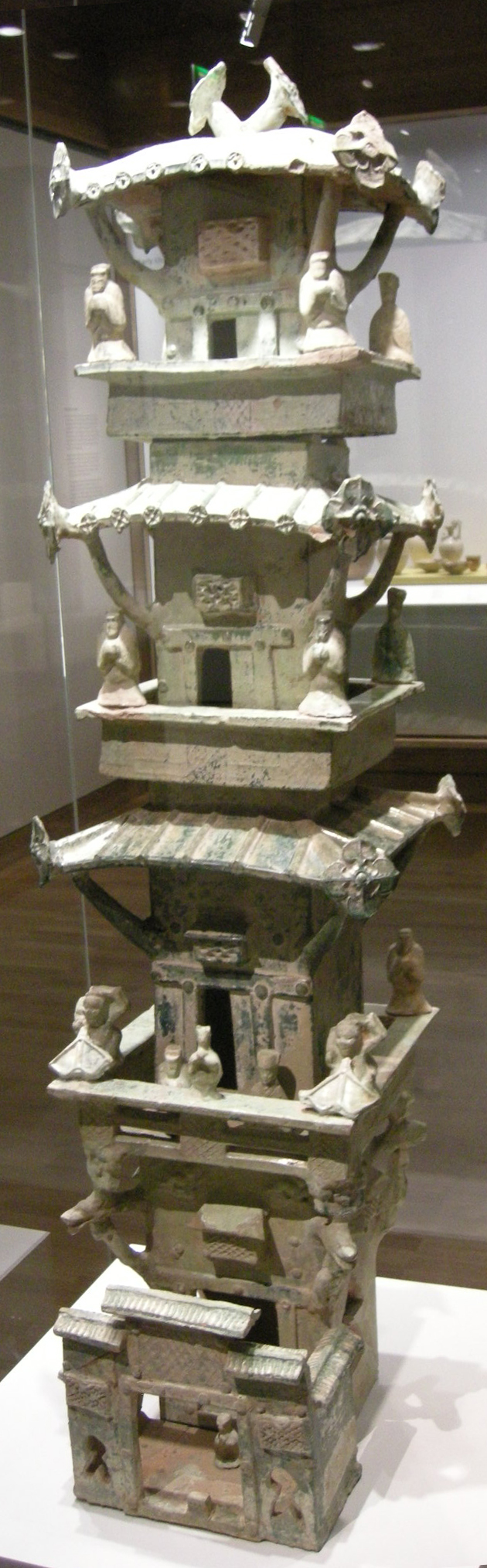
Maquette datant des Han occidentaux d'un mirador avec des figurines humaines à ses balcons et une porte et une cour d'accès au rez-de-chaussée

En plus de tours, d'autres maquettes en céramique de l'époque Han révèlent la grande variété de bâtiments différents. Parmi eux, on retrouve des entrepôts à plusieurs étages comme des greniers, des maisons sur cours avec des bâtiments à plusieurs étages, des kiosques, des portes de tours fortifiées, des moulins, des usines et ateliers, des enclos à animaux, des dépendances et des puits. Certains modèles de fermes de plain-pied reprennent de nombreux détails comme les tuiles, les cours, les marches des escaliers, les basse-cour, les parapets et les latrines. Les modèles de greniers et d'entrepôts ont des tuiles sur les toits, des fenêtres et des appuis sur pilotis qui les surélèvent par rapport au sol. Les modèles de puits possèdent parfois de petits toits avec des tuiles soutenus par des poutrelles, qui protège la poulie et la corde qui servent à ramener le seau.
Voici quelques maquettes en céramique découverts dans les tombes de la dynastie Han :

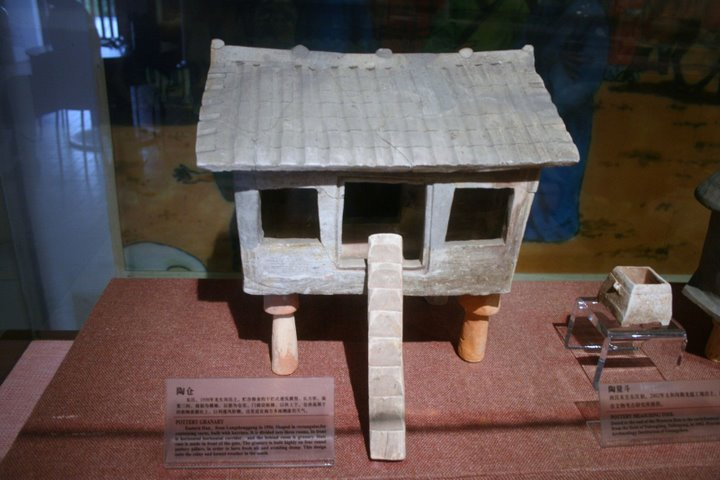
Maquette des Han orientaux représentant un grenier avec un toit en tuiles, monté sur pilotis et accessible via une planche
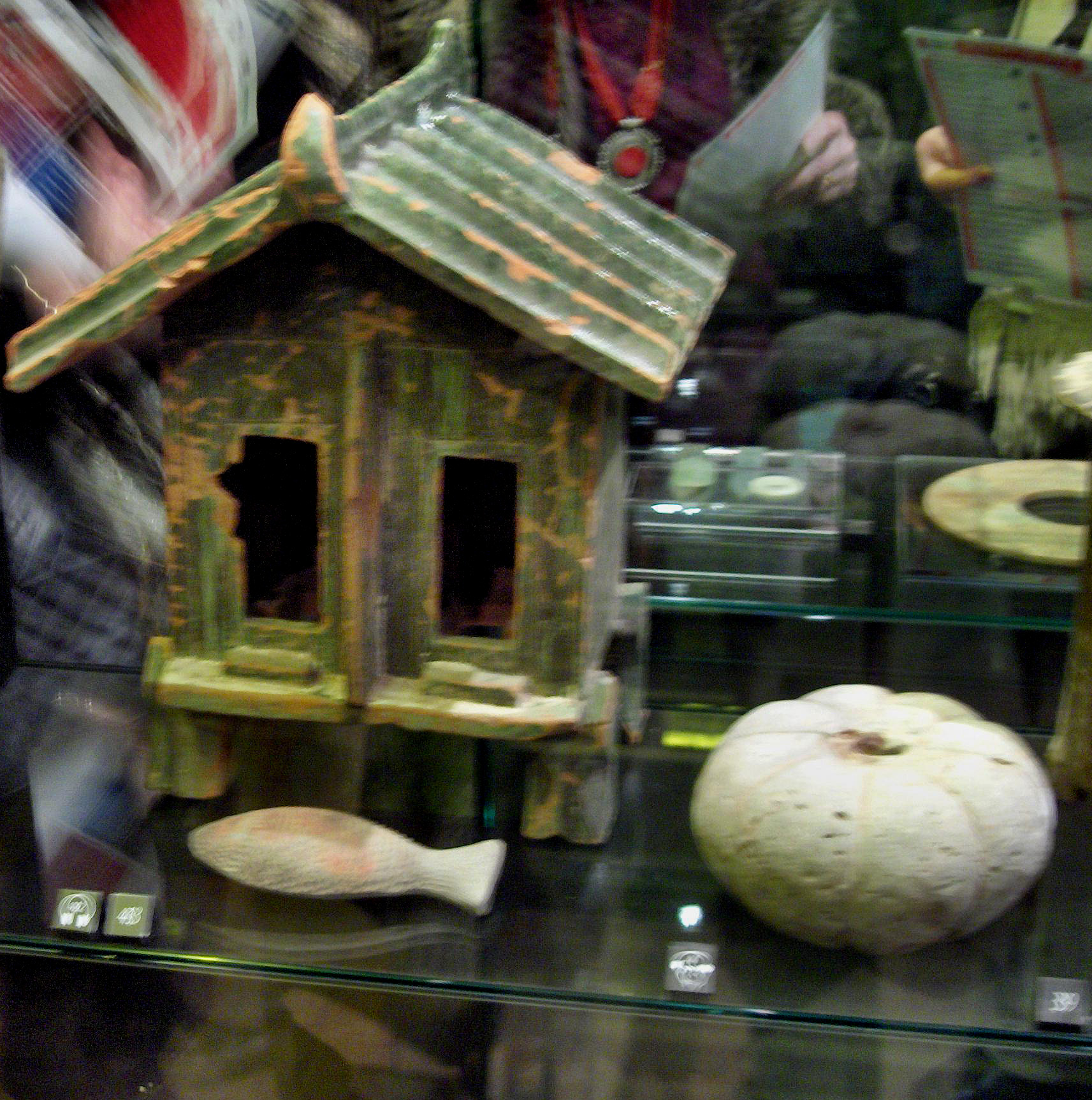
Grenier en céramique sur pilotis avec un toit en tuiles et deux portes.
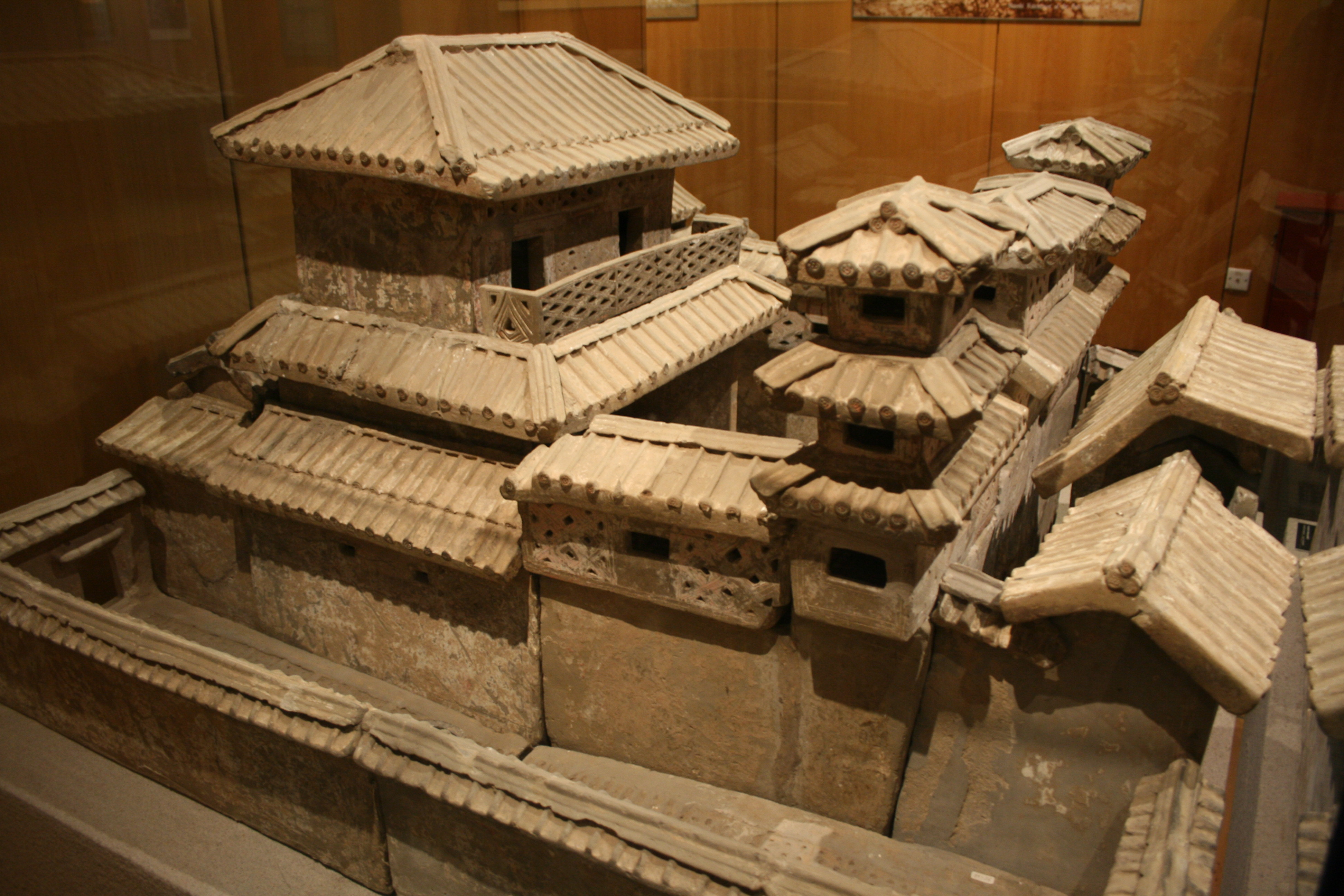
Palais résidentiel avec des toits en tuiles, des cours murées, des miradors, des balcons et des fenêtres.
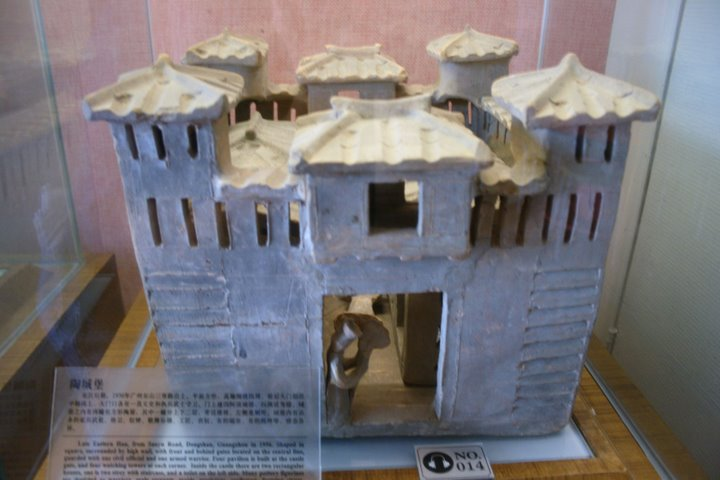
Maquette d'un château (wubao 塢堡) avec des miradors.
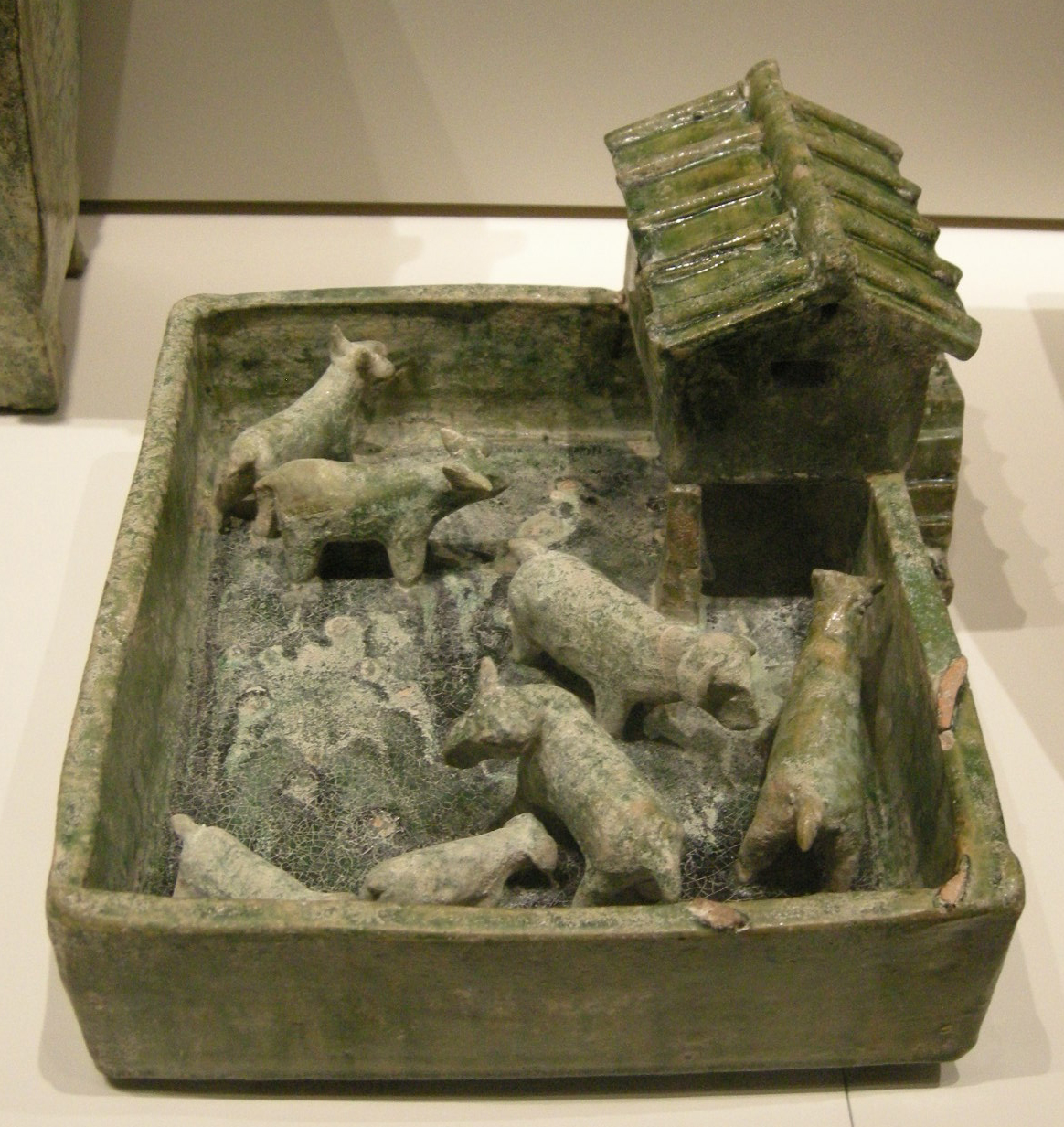
Enclos miniature pour animaux avec un bâtiment accessible par un escalier.
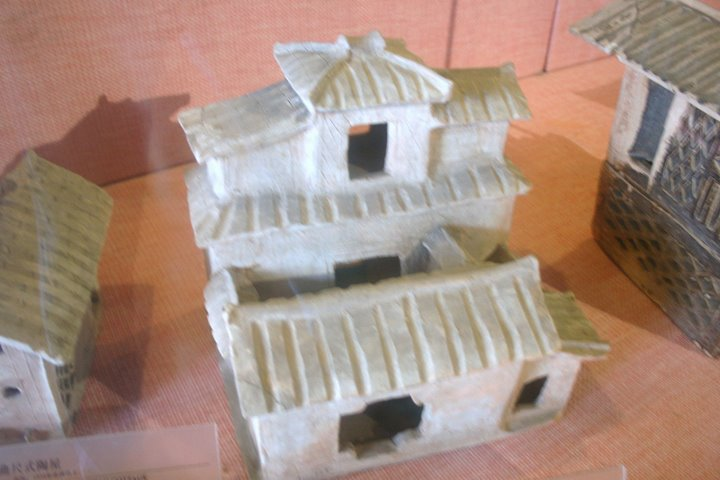
Maquette d'une petite maison sur cour de deux étages.
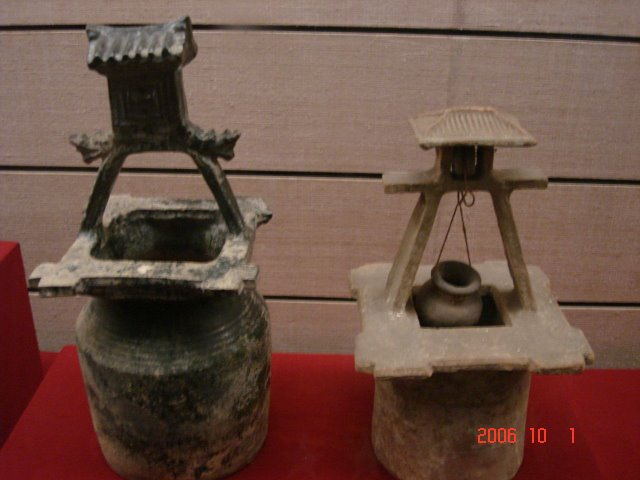
Maquettes en céramique de puits avec leur seau.

### Routes, ponts et canaux
Afin de faciliter le commerce et la communication, mais également pour accélérer le processus de collecte des taxes et les mouvements militaires, le gouvernement Han finance la construction de nouveaux ponts, routes et canaux,,. Parmi les travaux entrepris, le système d'irrigation de Dujiangyan dans le Sichuan et le Canal de Zhengguo dans le Shaanxi sont rénovés. Il s'agit d'ouvrages importants construits lors de la précédente dynastie Qin. Sous les conseils de Ni Juan (zh:兒寬), l'empereur Han Wudi commissionne en -111 Er pour conduire le projet d'extension du canal de Zhengguo afin d'irriguer les terres situées sur les hauteurs de l'ouvrage. Alors que beaucoup de limon s'accumule au fond du canal de Zhengguo en raison des crues, un aure projet est lancé en -95 afin de capter les eaux de la rivière Jing via un nouveau canal de 100 km de long en contrebas du canal de Zhengguo.

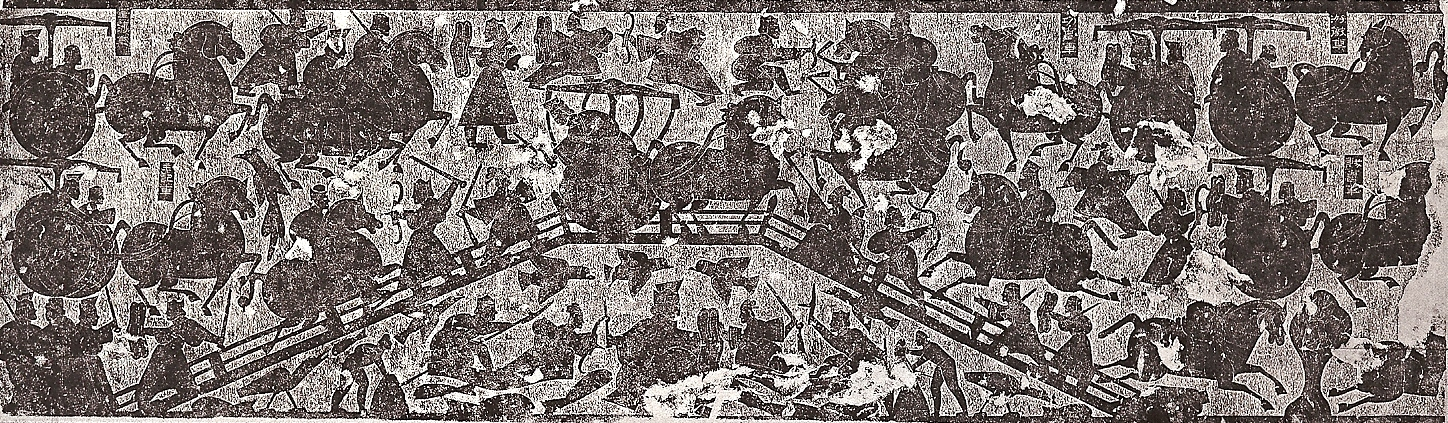
Détail d'un bas-relief de la chambre de pierre no 1 du mur occidental de l'autel de la famille Wu dans la province du Shandong, montrant une bataille se déroulant sur un pont, II.

Des routes, ponts en bois, stations postales et stations relai sont parfois rénovés, pendant que de nouvelles installations sont créées,. Comme écrit par les auteurs Han, les routes construites à cette époque sont tassées avec des pilons métalliques, même s'il règne une incertitude sur les matériaux utilisés dans ces constructions. Joseph Needham pense qu'elles sont faites de gravats et de graviers. Les largeurs des routes vont de l'étroit sentier où seulement un cheval ou un bœuf ne peut passer à la fois, à de larges voies qui peuvent être simultanément empruntées par neuf chariots côte à côte. Des routes fortifiées sont construites à l'ouest à Shanshan (Loulan) près du désert de Lop, alors que les forces Han utilisent les routes qui traversent le nord du désert du Taklamakan à travers Kashgar. Le vaste réseau de routes, passes fortifiées et ponts en bois permettant de traverser les torrents au fond des gorges des Monts Qin est consolidé sous les Han. Sous le règne de l'empereur Han Wudi, des routes sont construites pour connecter les territoires nouvellement conquis dans la province actuelle du Yunnan dans le Sud-Ouest, ainsi que sur la péninsule coréenne au Nord-Est.
Un des types de pont communément utilisé sous les Han est le pont à poutres en bois, décrit par les sources littéraires et aperçu dans des bas-reliefs présents sur les briques de tombes de l'époque. L'existence de ponts en arc est moins certaine. L'un d'eux situé à l'extérieur de la porte Sud de Chengdu est prétendument datée de la période Han. Dans les œuvres d'art, un bas-relief dans une tombe du Sichuan montre un pont en arc avec une courbe progressive, mais l'existence de tels ponts à cette époque n'est pas prouvée formellement. Quelques sources Han mentionnent des ponts de singe entrevus lors de voyages dans des contrées étrangères dans l'Himalaya, l'Hindou Kouch ou l'Afghanistan. Des ponts flottants sont fabriqués à partir de bateaux attachés les uns aux autres avec des chaînes pour traverser la rivière jaune et le Yangzi Jiang. Ils sont toutefois la plupart du temps utilisé à des fins militaires puisqu'ils peuvent facilement être assemblés et désassemblés,.

## Médecine

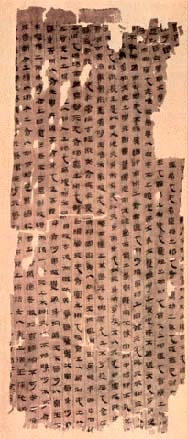
Les Textes sur soie de Mawangdui, découverts dans une tombe du à Mawangdui, Changsha, province du Hunan, fournissent des informations non seulement sur l'astronomie et la mythologie, mais également sur la médecine traditionnelle de la période Han.

La plupart des croyances soutenues par les médecins Han sont connues des historiens modernes grâce à des textes comme Classique interne de l'empereur jaune (Huangdi neijing), compilé entre le IIIe siècle av. J.-C. et le IIe siècle av. J.-C. et mentionné dans le Livre des han postérieurs. Il y apparaît clairement que les croyances métaphysiques du Wuxing et du yin et yang dictent leurs décisions et diagnostics médicaux,. Les Chinois Han croient que chaque organe du corps est associé à une des cinq phases (métal 金, bois 木, eau 水, feu 火, terre 土) et possède deux canaux circulatoires qi (任督二脉). Si ces canaux sont perturbés, les textes médicaux Han suggèrent de consommer une matière comestible associée à l'une de ces phases afin de contrer la phase prescrite de l'organe et de rétablir sa santé. Par exemple, les Chinois pensent que lorsque le cœur, associé au feu, devient léthargique, le patient doit manger de la nourriture acide car elle est associée à la phase du bois, qui entretient le feu. Il est également établi qu'avec le diagnostic du pouls un médecin peut déterminer quel organe du corps dégage de l'énergie vitale (qi) et quelle qualité ce dernier a, afin de déterminer le désordre exact dont souffre le patient. Malgré l'influence de la théorie métaphysique sur la médecine, les textes Han fournissent également des conseils pratiques, comme la manière appropriée d'inciser cliniquement pour retirer un abcès. Le Huangdi neijing référence les symptômes et réactions des personnes à différentes maladies du foie, du cœur, de la rate, des poumons et des reins en 24 heures, ce qui correspond à la reconnaissance du rythme circadien, expliqué avec les cinq phases.
Dans 'Trésors médicaux essentiels de la chambre dorée (Jinkui Yaolue), Zhang Zhongjing est le premier à suggérer qu'un régime régulé riche en certaines vitamines peut prévenir différents types de maladies. Cette idée mène Hu Sihui à prescrire un régime riche en vitamines B1 comme traitement au béribéri. Le principal travail de Zhang est le Traité sur les blessures froides et désordres divers (Shanghan zabing lun). Son contemporain et associé supposé, Hua Tuo est un médecin ayant étudié le Huangdi neijing. Il acquiert une notoriété dans le domaine de l'herbologie chinoise. Il utilise l'anesthésie sur des patients au cours de chirurgie et crée une pommade qui permet de guérir totalement les plaies chirurgicales en seulement un mois. Dans un diagnostic donné à une femme malade, il découvre qu'elle porte un fœtus décédé qui une fois retiré la libère de ses maux.
Des sources historiques affirment que Hua Tuo pratique rarement la moxibustion et l'acupuncture. La première mention à l'acupuncture dans la littérature chinoise apparaît dans le Huangdi neijing. Des aiguilles fabriquées en or sont découvertes dans la tombe du roi Liu Sheng (en), décédé en -113. Certaines représentations en pierre taille d'acupuncture remontent à la période des Han orientaux. Hua Tuo décrit également des exercices de gymnastique censés allonger la vie . Dans les textes médicaux datant du IIe siècle av. J.-C. trouvés dans les tombes de Mawangdui, des dessins de positions de gymnastique sont ainsi accompagnées de titres descriptifs et de légendes. Vivienne Lo écrit que les exercices modernes du Tai-chi-chuan et du Qi gong sont dérivés de la gymnastique répandue à l'époque Han.

## Cartographie
Le début de la cartographie en Chine est antérieur à la dynastie Han. En effet, deux cartes sur soie datant du IVe siècle av. J.-C. ont été découvertes dans le Gansu. Elles représentent la région de la rivière Jialing et montrent les distances mesurées entre des sites de collecte de bois. Mei-ling Hsu les considère comme les deux premières cartes économiques connues jusqu'à présent. Des cartes de la période Han ont également été découvertes par les archéologue actuels, comme celles trouvées avec les textes sur soie à Mawangdui. Contrairement aux cartes Qin, les cartes Han trouvées à Mawangdui utilisent plus de symboles, couvrent une surface plus importante et contiennent des informations sur les populations locales et précisent même la localisation des camps militaires,. Une de ces cartes montre les positions des garnisons Han qui ont attaqué Nanyue en -181.

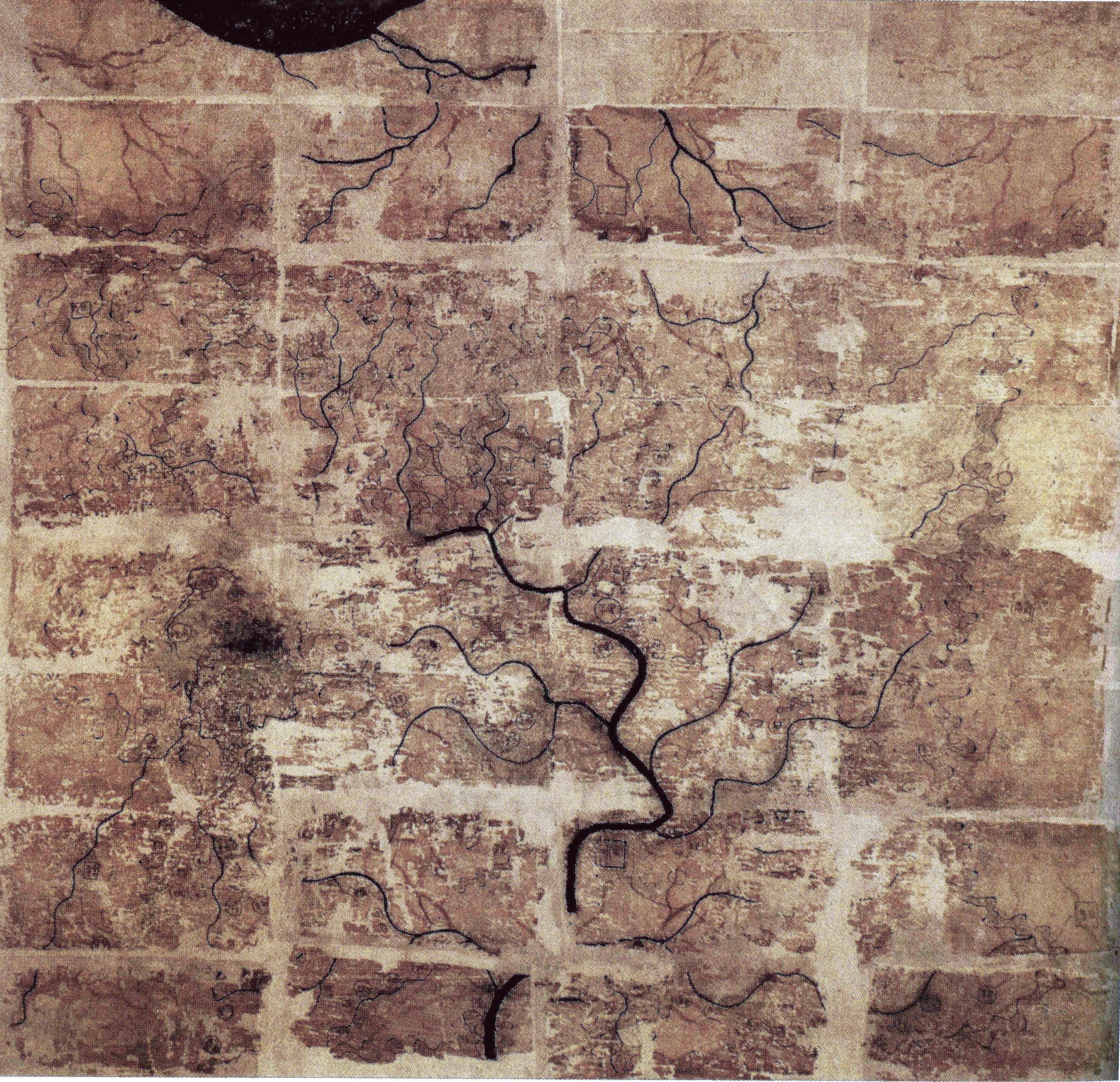
Carte sur soie datant du début des Han occidentaux, trouvée dans la tombe no 3 de Mawangdui. Elle décrit le royaume de Changsha et le royaume de Nanyue dans le Sud de la Chine (note : la direction du Sud est orientée vers le haut).

dans la littérature chinoise, la plus ancienne mention d'une carte remonte à l'an -227, lorsque l'assassin Jing Ke vient présenter une carte à Ying Zheng, alors roi de Qin et futur empereur Qin Shi Huang au nom du prince Dan de Yan. Mais au lieu de présenter la carte, il sort une dague de son rouleau, mais ne parvient pas à tuer le souverain. Les Rites de Zhou (Zhouli), compilés sous les Han et commandés par Liu Xin au Ier siècle, mentionnent l'utilisation de cartes pour répertorier les provinces et divisions gouvernementales, les principautés, les limites frontalières et les localisations des mines. Le premier index géographique est écrit en l'an 52 et contient des informations sur les divisions territoriales, la fondation de villes et les productions locales. Pei Xiu (224–271) est le premier à décrire en détail l'usage d'échelles graduées et de grilles de références tracées géométriquement,. Toutefois, les historiens Howard Nelson, Robert Temple et Rafe de Crespigny affirment qu'il existe suffisamment de preuves écrites selon lesquelles le dernier ouvrage connu de Zhang Heng en 116 crée le système de référence géométrique,,. De petites cartes en relief sont également créées durant la période Han, comme celle fabriquée à partir de riz par l'officier militaire Ma Yuan (-14 à 49).

## Nautisme et véhicules

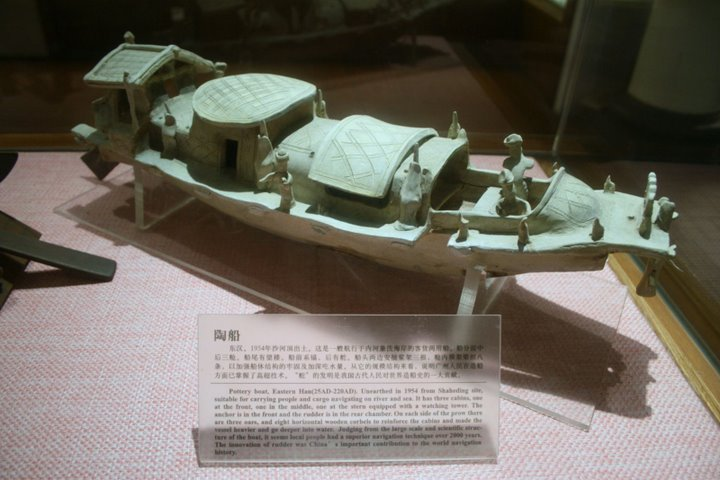
Maquette en poterie datant de la période des Han orientaux représentant un bateau avec un gouvernail et une ancre.

En 1975, un ancien chantier datant du IIIe siècle av. J.-C. est découvert à Canton. Il comporte trois grandes plateformes capables de construire des bateaux en bois de 30 m de long, 8 m de large et d'une capacité de 60 tonnes. Un autre chantier Han est également découvert dans la province actuelle de l'Anhui. Il est composé d'un chantier naval contrôlé par le gouvernement dans lequel des navires de combat sont assemblés. L'essor de l'utilisation des outils en fer durant la dynastie Han est essentiellement une conséquence de la fabrication de tels vaisseaux.
L'expansion de l'empire vers le sud entraîne la fabrication de nouvelles routes commerciales et de contacts diplomatiques avec des royaumes étrangers. En - 111, l'empereur Han Wudi conquiert le royaume de Nanyue. Par la suite, il lance du commerce maritime avec des royaumes de l'Asie du Sud et de l'océan Indien. Les marchands étrangers achètent du lapis-lazuli, des perles, du jade et de la verrerie. Lorsqu'un groupe de voyageurs de l'Empire romain (supposément des diplomates de Marc Aurèle mais plus probablement des marchands romains) arrivent à la cour Han en -166, ils sont supposés arriver par cette route commerciale méridionale,. À partir du Ier siècle av. J.-C., comme l'attestent les maquettes en céramiques de navires trouvées dans différentes tombes, les Chinois sont capables de parcourir de longues distances sur l'eau grâce à l'invention du gouvernail, qui remplace la godille, moins efficace,,,,,. La Chine possède différents types de bateaux. Le navire fortifié, lou chuan est destiné aux eaux calmes des lacs et des rivières, alors que la jonque (jun 船), créée au Ier siècle av. J.-C. constitue le premier navire destiné à la mer en Chine,,. La jonque traditionnelle possède un gouvernail et une poupe avec une extrémité carrée, une coque à fond plat, sans quille ou étambot et de solides cloisons transversales au lieu des nervures structurelles que l'on trouve dans les navires occidentaux,. Alors que la jonque chinoise ne possède pas d'étambot, le gouvernail est attaché à l'arrière du bateau avec un système de douille-mâchoire ou un palan,.

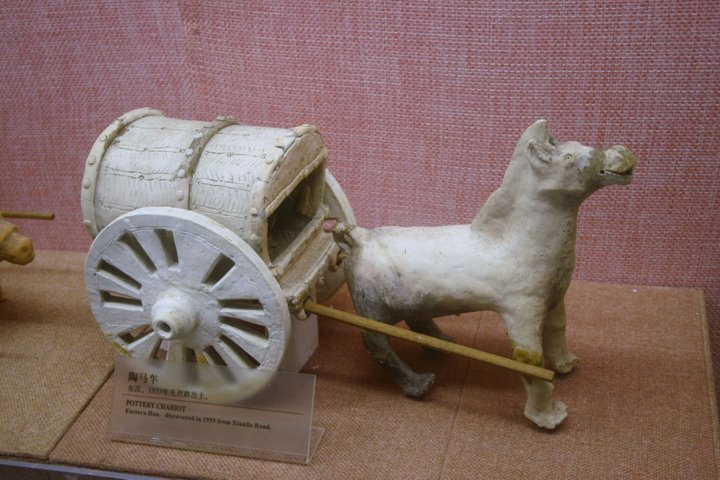
Maquette en poterie d'un cheval tirant une charrette, datant de la période des Han orientaux.

Alors que les charrettes tirées par des chevaux ou des bœufs et que les chariots avec des roues à rayons existent bien avant la dynastie Han en Chine, il faut attendre le Ier siècle av. J.-C. pour trouver des preuves dans les écrits de l'époque qui mentionnent l'invention de la brouette, même si des peintures murales de certains tombeaux du IIe siècle av. J.-C. décrivent l'utilisation de brouettes pour transporter des biens,. Alors que le harnais est communément utilisé dans l'ancien monde, afin de placer de lourdes charges sur le dos de chevaux, les Chinois placent un joug en bois sur la cage thoracique de leurs chevaux,. Durant la dynastie Han, ce lourd joug en bois est remplacé par une sangle plus légère, comme l'attestent des briques sculptées et des bas-reliefs dans des tombes. Dernière phase de l'évolution, le collier d'épaule est inventé en Chine au Ve siècle au cours de la période des Wei septentrionaux.

## Armes et machines de guerre
La catapulte à pivot, également connue sous le nom de trébuchet à traction, existe en Chine depuis la Période des Royaumes combattants. Elle est régulièrement utilisée sous la dynastie Han lors des sièges, à la fois par les assiégés et les assiégeants. L'arme à projectiles la plus communément utilisé à cette époque est une petite arbalète inventée pour a première fois en Chine aux VIe siècle av. J.-C.,,,,. Même si les nomades Xiongnu sont capables de tordre leur taille lorsqu'ils chevauchent afin de décocher des flèches sur des cibles situées derrière eux, le fonctionnaire Chao Cuo (en) juge les arbalètes chinoises comme supérieures aux arcs Xiongnu.
Les Chinois Han utilisent également des armes chimiques. Au cours d'une révolte de paysans près de Guiyang en -178, les forces impériales ont utilisé des chariots tirés par des chevaux utilisés pour asperger de chaux vive (Oxyde de calcium) les rebelles, qui finissent par se disperser. À cette occasion, ils utilisent également des torchons enflammés accrochés aux queues des chevaux afin de les effrayer et de les conduire à foncer sur les lignes ennemis qui sont ainsi désorganisées.
Pour décourager la poursuite de son infanterie ou de sa cavalerie, les Chinois Han confectionnent des chausse-trapes (des boules de fer barbelées avec des pointes acérées sortant dans toutes les directions) qui sont ensuite dispersées sur le ol afin de percer les pieds et des sabots de leurs poursuivants.